# ウルトラマンAの登場怪獣
- ウルトラマンA > ウルトラマンAの登場怪獣
- ウルトラ怪獣一覧 > ウルトラマンAの登場怪獣

ウルトラマンAの登場怪獣（ウルトラマンエースのとうじょうかいじゅう）は、特撮テレビドラマ『ウルトラマンA』に登場する超獣、異次元人、怪獣、宇宙人、ロボット、その他の生物の一覧である。

## 異次元人 ヤプール
第1話以降に登場。
「ウルトラシリーズ」としては初の、番組全体を通じて登場する悪役であり、テーマ曲の歌詞にも登場している。
「宇宙の悪魔」と称され、異次元空間を支配する正体不明の知的生命体で、地球生物に宇宙怪獣や異次元生物を合成・改造する「超獣製造機」を用いて製造した超獣を三次元世界（地球）へ送り込み、地球を我が物にしようと企む侵略者。配下にはギロン人やマザロン人など、多くの宇宙人や異次元人をエージェントとして従えている。
歪んだ異次元の時空の中でうごめく頭部のとがった影法師のような姿で現れ、リーダー格は頭部や腹部に装飾を施している。言動は基本的に冷静沈着であるが、『A』第17話で南夕子に作戦が露見した際には焦る様子を見せたり、ブラックピジョンにTACを倒すよう命令する際は高揚した一面も見せる。また、己の呼称に「私」「わし」「俺」「我ら」を使うなど複数の人格が確認されるが、意識は共有されていることが示唆されている。
異次元のゲートを自在に開閉できる能力を持つ。これにより、自身や配下の超獣の出入りはおろか、『ウルトラマンメビウス』第43話や『ウルトラマンデッカー』第18話では地面や空にゲートを開いて標的を異次元へ引きずり込んでおり、『ウルトラマンZ』においてヤプールの怨念から誕生したバラバは、戦闘で防御やカウンター等に活用している。
高度な変身能力も有しており、姿を変化させて暗躍したり欺いたりすることにも長けている（詳細は後述を参照）。
性格はきわめて卑劣かつ陰湿で執念深く、ウルトラ戦士たちを精神的に追い詰めて苦しめる策をたびたび実行する。人間のことを総じて下等な存在と見下しているが、人間が抱く憎悪、欲望、猜疑心などのマイナス面に着目し、『A』第4話に登場する劇画作家の久里虫太郎や『メビウス』第44話に登場する悪徳記者のヒルカワ・ミツヒコなど、邪心やエゴに満ち溢れる悪人たちを甘言で唆しては作戦に利用している。その非道さゆえ、Aからは「本物の悪魔」、『メビウス』劇場版の予告やCMでは「ウルトラシリーズ最凶の悪魔」と称されており、後年の『デッカー』の作中では「暗黒から生まれし不滅の悪魔」と自称している。
人間の持つ負の心（特に恐怖や絶望）を好んで自らのエネルギー源としているため、完全に倒すことは不可能であるとされる。『A』第23話で一度は滅ぼされるが、不滅の怨念によって『A』の終盤や『ウルトラマンタロウ』、『メビウス』などで復活を遂げているうえ、ギャラクシークライシス以降はM78世界以外のウルトラシリーズの世界にも出現し、それまでAたちとは無縁だった別世界のウルトラ戦士たちをも苦しめていることから、「ヤプール」の名や存在は世界間を越えて知れ渡るようになっている。
- 声：高田裕史[5]
- 名前は沼正三の小説作品『家畜人ヤプー』から来ている[6]。
- 『A』の企画段階の『ウルトラファイター』では市井に潜んで怪獣を操る竹中博士、『ウルトラV』では超獣（地球上の生物と宇宙生物の合成生物であり、完成作品の超獣と同じ設定）を操るサタン星人がレギュラーの敵として設定されており[7][8]、これらがヤプールの前身となっている。
- 等身大時のスーツはレボール星人に流用された[9]。
- 異次元の表現の撮影プロセスは、TAC作戦室のセットにて着ぐるみ撮影を行い、[要出典]ネガポジ反転で映像処理を施したものである[10]。
- 井口昭彦による初稿デザイン[11]では、魚のミノカサゴのような姿だった[12]。
- 2014年には『HGウルトラシレイ』でフィギュア化された[13]。

### ヤプール老人
第23話「逆転！ ゾフィ只今参上」、第24話「見よ！ 真夜中の大変身」に登場。
不気味な歌と終末思想を多くの子供たちに吹き込んで異次元にさらい、異次元空間へ突入した北斗星司=Aを迷わせてAへと変身させないようにするが、ゾフィーによって南夕子を異次元空間へ送り届けられたために失敗する。巨大ヤプールが倒されると、ヤプール老人は海に消え、さらわれた子供たちも無事に地球へ帰還する。
この老人はマザロン人が化けたものとする資料もあり、実際に劇中でも巨大ヤプールが倒された後で海に飲み込まれた老人は、第24話冒頭で奇怪な歌を歌いながら樹海に浮いている。その後、火山に落ちてマザロン人の姿に代わり、最後はマザロン人の死と共に泡と化して消える。
- 演：大木正司
- 子供たちを洗脳する際に歌う「お前は神を信じなさい〜」という歌の原曲は、ハナ肇とクレージーキャッツの「学生節」である[15]。

### 異次元超人 巨大ヤプール
第23話「逆転！ ゾフィ只今参上」に登場。
ヤプール老人によって多くの子供たちを異次元に連れ去り、最終的に人類を絶滅へ追いやろうと画策。Aが異次元空間にいる自身の元へ現れると、ヤプール人の姿から巨大ヤプールへと変わり、最後の対決に挑む。鎌状の右手から発射する多彩な破壊光線に加え、火炎を発生させる、体の周囲に強力なバリヤーを張り巡らせるなどのさまざまな能力でAと激戦を繰り広げるが最後はメタリウム光線を受けて敗北し、「地球の奴らめ、覚えていろ…ヤプール死すとも超獣死なず。怨念となって必ずや復讐せん！」と断末魔の叫びを上げて爆散する。
その言葉通り、爆散し地球へ降り注いだ巨大ヤプールの破片は後々も現れる超獣の元になり、マザロン人や女ヤプールなどの残党も登場し、復讐を成し遂げようと執念深くAを苦しめていくこととなる。
第52話でもこの姿の思念体で現れ、超獣たちを合体させてジャンボキングを生み出した。
- 声：高田裕史
- ヤプール人の存在はZAT以降の防衛チームにも認識されているが、巨大ヤプールは人類に目撃されないまま異次元で倒されるため、『ウルトラマンメビウス』のGUYSの保管するアーカイブドキュメントには記録されていない[25]。
- 『ウルトラマンタロウ』第40話では、回想シーンの35大怪獣・宇宙人の1体として登場。異名は「元凶異次元人」になっている。
- 映画『ウルトラマン物語』では、ウルトラの父がタロウに異次元での戦い方を教える時、Aと巨大ヤプールの戦いの映像を見せている。

### 女ヤプール
第48話「ベロクロンの復讐」に登場。
Aに倒されたヤプール人の生き残り。Aへの復讐として、A＝北斗星司が虫歯の治療のために通った歯医者「Q歯科医院」の女医に化けた姿である。終始、人間体のままであり、ヤプール人としての正体は登場しない。
北斗の歯に痛み止めの薬を投与したついでにカプセルと偽り、ベロクロン二世の幻影を見せる幻覚発生器を取り付けて北斗を罠にはめる。その後、ベロクロン二世がAに倒された後に正体を知られ、仮面の姿で呪いの言葉とともに北斗に襲いかかるが、最後は拳銃で射殺され、死体は泡を放出しながら消滅する。女ヤプールが死亡すると同時にQ歯科医院も元から廃墟だったかのように、いつの間にか消えていた。
- 演：高毬子
- 書籍『ウルトラマン白書』では、名称を「ヤプール 娘」とも記載している[30]。

### 遊牧星人 サイモン星人
第52話「明日のエースは君だ！」に登場。
ヤプール人の残党がウルトラマンAに復讐するため、かつて自分たちが侵略したサイモン星人の子供に化けた姿である。「ヤプールから逃れるため」と称して攻撃を受けたふりをして宇宙船を不時着させて地球に降り立ち、子供たちにいじめられていたところをTACに保護される。弱い善良な宇宙人を装い、ヤプールに狙われているように見せかけて子供たちが自分を守るように仕向け、その裏ではジャンボキングを使役して地上を破壊していた。
能力はテレパシーと頭部からのショック光線。地球の言葉は喋らないが、テレパシーを使って北斗星司だけには正体を明かし、挑発する。その最終目的は、地球の子供たちから優しさを奪い、Aを地球上から抹殺することであった。サイモン星人が北斗に射殺される現場を目撃していた子供たちは失望し、ヤプールの目論見通り他者の善意に疑いを抱き始める。北斗は誤解を解くために子供たちの眼前で正体を明かし、Aに変身してジャンボキングを倒した後、「優しさを失わないでくれ」という願いを残して光の国への帰還を余儀なくされた。
- デザインは井口昭彦が担当した[11][32]。造形では細身のボディになっているほか、頭が大きくなり、左右で色が異なっていた眼球も白に統一されている[32]。
- 怪獣図鑑によっては「サイモン星人の子」[33]「サイモン星人の子供」[出典 8]「サイモン星人の子ども」[31]、あるいは「サイモン星人Jr」[要出典]と表記されている。
- 上記の通り地球の言葉を発しないので地球人にサイモン星人と名乗ったわけではないが、北斗を含むTAC隊員が姿からサイモン星人と特定し、ヤプールに滅ぼされた遊牧星人と解説している。本物のサイモン星人は劇中未登場。

## ミサイル超獣 ベロクロン
第1話「輝け！ ウルトラ五兄弟」に登場。
異次元人ヤプールが超獣製造機で宇宙生物とサンゴを合成させた、地球侵略用超獣第1号である。
手からは敵の動きを止めるリング状の金縛り光線（テリブルハンドリング）やブーメラン状光線、白色光線や炸裂弾を放射し、口からは100万度の火炎を吐く。また、全身の突起物はミサイルの発射口になっており、口内にも2連装カタパルト式中型ミサイルを装備している。さらに舌から出す唾液は強酸性であり、ビルなどもたやすく変質させる。直接死に至る弱点はないが、口内を攻撃されると体内の高圧電気胃袋で自爆が起こり、しばらく動けなくなる。
第1話冒頭に登場し、広島県福山市を蹂躙する。地球防衛軍の戦闘機部隊をまず火炎放射で迎撃し、背後に回れば全身からのミサイル一斉発射、そして弾切れと見せかけて油断させ、口からの乱射で全滅させるという知略を見せる。防衛軍の戦闘機部隊を一掃した後、北斗星司のタンクローリー特攻でダメージを受け、撤退する。その後は東京に現れ、東京タワーをへし折るなど破壊の限りを尽くし、TACやウルトラマンAと交戦する。Aとの戦いではミサイルがまったく通用せず劣勢だったが、火炎放射で怯ませたうえ、金縛り光線で動きを止めてからのレーザー光線で苦戦させる。カラータイマー点滅まで追い込むが、口にパンチレーザーを受けてミサイルと火炎を封じられ、エースリフターで放り投げられた後、メタリウム光線を受けてその場に倒れ込み、絶命する。
- スーツアクター：河合徹
- デザインは井口昭彦が担当した[出典 13]。背中側がサンゴ、手前側が宇宙怪獣と想定している[41][44]。宇宙生物とサンゴの合体という設定が反映され、放電えらや樹枝状のミサイルえらが身体の各所から生えている[43]。造形では、上半身の樹枝状のパーツはやや抑え気味となっている[43]。
- 造型は、ツエニーが担当[45][44]。粘土原型は村瀬継蔵が手がけた[45][44]。工房から運び出される際の写真と撮影時とではスーツの形状が異なっており、この間に改修されたものとみられるが、詳細は不明である[42]。
- 当初は広島県広島市に出現する設定で、原爆ドームを襲撃・破壊するシーンがあり、撮影も一通りされていたが、中国放送の意見や被爆者・関係者への配慮のため、一部シーンは削除されて同県内の有力都市・福山市に出現するという設定に変更された[46]。
- 出現時に各部のアップを見せる演出は、特撮班助監督の川北紘一が提案したものである[47]。川北は、自身の特撮監督デビュー作である第19話や助監督として参加した映画『ゴジラ対メカゴジラ』でも、同様の手法を用いている[47]。
- DVD『ウルトラマンA怪獣大百科』では、口からの火炎の温度が3万度と紹介されている。
- 内山まもるの漫画版では、最終回に登場。ベロクロンを倒した北斗は梅津ダンに2つのウルトラリングを授けた後、光の国へ帰還している。

### ミサイル超獣 ベロクロン二世
第48話「ベロクロンの復讐」に登場。
女ヤプールが操る別個体のベロクロン。女ヤプールが地獄から連れてきたとされる。初代との相違点は、全身の基本カラーリングが黒から緑に変わった点、体型が細く若干えらが少なくなった点、瞳のある白目（初代は赤一色）、まっすぐだった鼻先の突起が斜め向きになっている点、尻尾が生えている点、胸や腹に付いているイボ状の突起物の形が変わった点、鼻先の突起からの怪光線発射能力、および口から泡状の毒液を吐けるようになった点。
TACは前回の戦いを研究したうえで戦うが、初代の弱点だった口内への攻撃はあまり効果を上げられず、初代にはなかった能力である鼻先の突起からの怪光線に不意を突かれ、全機とも撃墜される。Aとキャッチボールや相撲を取りながら戦うが、最後はAに折られた鼻先の突起を腹部に突き刺されて絶命し、亡骸は宇宙へ運ばれる。
- 身長・体重・鳴き声は初代と同一であるが、着ぐるみは別物。マッハレスの改造とされる[出典 16]。
- 北斗星司が女ヤプールに対し、「ベロクロンそっくりの超獣を操って俺の命を狙うからには…」と発言していることから、北斗がベロクロン二世を初代そのものではないと見ていることが示唆されている。
- 書籍『週刊 ウルトラマンオフィシャルデータファイル』では、「ベロクロン二世に幻影能力があるのかは不明」とされている[52]。

## 古代超獣 カメレキング
第2話「大超獣を越えてゆけ！」に登場。
ヤプールが古代カメレオンの卵と宇宙翼竜の卵を合成させて作った超獣。劇中では古代アトランティスを滅ぼしたと語られる。卵の時は人間を食べ、ミサイルでは撃墜不能。擬態し、姿を消すことも可能。登場当初は金と銀の卵に分かれており、TACがそれらの接触阻止を図るものの失敗した後、2つの卵が東京にて合体した金銀斑の卵から誕生する。武器は羽ばたかせた翼から出す風速70メートルの突風と口から放射する白いガスで、翼を用いて飛行も可能。腹部のカッターも武器となる。最後はAに左右の翼をもぎ取られ、メタリウム光線で撃破される。
- スーツアクター：河合徹
- デザインは井口昭彦が担当した[出典 23]。井口は後年のインタビューで、自身にも普通の怪獣が描けることを示そうとしたのではないかと述懐している[59][60]。腹部のカッターは、武器としてではなく、腹側に背ビレを持ってくる発想で付けられた[60]。

### その他の作品に登場するカメレキング
- 映画『大怪獣バトル ウルトラ銀河伝説 THE MOVIE』では、ベリュドラの右腕を構成する怪獣の1体となっている[61]。
- 『ウルトラマン列伝』第21話でウルトラマンゼロが解説する、エンペラ星人が光の国を襲撃したウルトラ大戦争時に引き連れていた怪獣軍団の中に新たに姿が追加されている。

## 一角超獣 バキシム
第3話「燃えろ！ 超獣地獄」に登場。
ヤプールが地球上のイモムシと宇宙生物を合体させて作った超獣。手先や鼻から発射するミサイル（ロケット弾）と手から放つ7万度の火炎、ミサイルになる頭の角を武器にするほか、空を破って異次元空間から出現する能力や人間に変身する能力も持つ。
まずはタックアローでパトロール中の南隊員が中森四郎という少年の姿を見かけた直後に空から出現し、近くを飛行していた旅客機を破壊した後、姿を消す。四郎の姿へ変身した後は自ら「ヤプール人だ」と明かし、口や両手の先からダーツ状のロケット弾を放って鬼ヶ谷の村民や四郎の祖父母を殺害し、両手を合わせて放つ赤色レーザーで祖父母の家を炎上させる。四郎の姿ではTACも撹乱し、留守同然で手薄になったTAC基地を襲撃する。ウルトラマンAとの戦いではロケット弾を駆使するが、両手からの火炎放射をウルトラネオバリアで防がれ、発射した角もスラッシュ光線で破壊される。最後はエーススパークを受けて感電し、動きを止められたところにウルトラスラッシュを受け、首を切断されて倒される。
なお、本物の四郎は一連の事件の3日前に東京で両親とともに原因不明の自動車事故で死亡している。
- 出演（中森四郎）：高橋仁（ノンクレジット）[65]
- 声：高田裕史（ノンクレジット）[65]
- デザイン：井口昭彦[66][60]。NGデザインでは、頭部のディテールが異なる[60]。円筒形の首の上に三角状の直線的な頭部という構成は、井口が後に手掛けた『ゴジラ対メカゴジラ』のメカゴジラと共通するものであるが、井口自身は偶然であるとしている[67]。
- 「牙を持つイモムシの超獣」というコンセプトから、キバムシ→ムシキバという逆読みにより、バキシムと命名された[68]。
- 造型はツエニーが、粘土原型は村瀬継蔵がそれぞれ担当した[45]。背中のトゲや尾には風呂用マットを用いている[69]。背中は樹脂製で、電飾が仕込まれている[69]。首にはステンレス製の曲尺を仕込んでしならせている[45][注釈 10]。完成した着ぐるみが背面に向かって大きすぎて工房から出せずにステージに入らなかったため、着ぐるみを背中から前後に切断して納品している[出典 28][注釈 11]。
- 空を割って現れるシーンは、第5話のギロン人のシーンに流用された。

## 怪魚超獣 ガラン
第4話「3億年超獣出現！」に登場。
TACによって運搬されていた3億年前の古生代デボン紀の生きた古代魚を、ヤプール人が超獣製造機を使って誕生した超獣。武器は口から放射するガランガスで、触れたものを分解吸収する力を持つ。また、角からは物体を自在に操る光線を発射する。新進の怪奇漫画家の久里虫太郎が描く漫画の通りにコントロールされ、彼とは一心同体でもあることから、ガランがダメージを受けると久里もダメージを受ける。タイマーショットで右腕を失い、パンチレーザーで身体を燃やされたうえ、最後はメタリウム光線で撃破される。それと同時に、久里も屋敷と共に爆死する。
- デザインは、井口昭彦が大阪府在住の当時21歳の歯科技工士による公募デザインを描き直したもの[58][60]。井口は、人間が入る格好を考えて描かれていなかったため、絵の通りでは人間の頭の入る場所がなく、上手く着ぐるみがまとまっているのは造形の力であるという[74]。
- 映画『大怪獣バトル ウルトラ銀河伝説 THE MOVIE』では、ベリュドラの胴体を構成する怪獣の1体となっている[61]。
- 資料によっては、ガランガスの名称をデボンエアガスと紹介している[75][37]。

## 地底エージェント ギロン人
第5話「大蟻超獣対ウルトラ兄弟」に登場。
アリブンタを操り、Aを倒した後に東京の地底に要塞を建設しようと企む。地底へ突入したAを罠に陥れて監禁状態にするが、Aの発したウルトラサインによってゾフィーが救援に駆けつけたため、失敗に終わる。武器は両手先から発射される散弾状の光線のほか、手から杭のようなものを出現させて投げる。地上でアリブンタと破壊活動を開始し、地上へ戻ってきたAを2対1で追いつめるが、ゾフィーの加勢を受けたAとのタッグマッチの末にアリブンタと頭部を激突させられ、絶命した。
なお、設定ではヤプールの使い（配下）とされているが、劇中での描写はない。
- 声：沢りつお（ノンクレジット）[65]
- 造型は、ツエニーが担当[45]。粘土原型は村瀬継蔵が手掛けた[45]。胴体の市松模様は、着ぐるみの素材となったお風呂マットの柄をそのまま活かしたもの[77]。
- 映画『新世紀ウルトラマン伝説』には、第5話からの流用映像で登場している。

## 大蟻超獣 アリブンタ
第5話「大蟻超獣対ウルトラ兄弟」に登場。
ギロン人によって操られる地底超獣。肉食のアリと宇宙怪獣の合成生物。武器は口から放射して何でも溶かす強力な霧状の蟻酸と、両手の爪から放射する火炎。好物であるO型の血液を持つ女性を、四次元蟻地獄で地底へ引きずり込み、食料としている。
銀座で地下鉄を襲撃して多数の乗客を車両ごと蟻酸で殺害した後、そこで交戦したウルトラマンAにも蟻酸を吐きかけるが、まったく通用せずにメタリウム光線を頭部に受け、大爆発を起こす。しかし、それは見せかけに過ぎず再び地上へ現れ、銀座付近で破壊活動を開始する。TACのダックビルの攻撃にもひるまず、地球防衛軍の戦闘機をすべて撃墜し、甚大な被害を与える。途中で出現したギロン人と共にさらに暴れる中、ゾフィーによって救出されたAと再び戦闘になる。2対1でAを追い詰めたところにゾフィーが駆けつけたことによって2対2のタッグマッチになるが、最後はギロン人と頭部を激突させられて絶命した。
- デザインは木目憲悟が担当した[出典 40][注釈 17]。木目はアルバイトの美術スタッフとして『帰ってきたウルトラマン』に参加していたが、その終盤ごろに次作品用のデザインとして設定などの詳細を聞かされないまま描いたという[80][81]。木目はプロデューサーの熊谷健からアリと始祖鳥がモチーフと伝えられていたため、羽根の意匠などを取り入れている[出典 41]。手足の爪などは甲殻類のイメージも取り入れており、肩の角は単純な手足4本に見えないよう設けられた[80][81]。
- 名前の由来はアリと、南米の肉食兵隊アリ「マラブンタ」[79]。
- 第5話の特技監督の大平隆は、アリブンタの地底シーンでロングショットを希望していたが照明部に反対され、手前の山に照明を当てないまま撮影することとなった[82]。しかし、このことで奥行きが出て、本編監督の真船禎から絶賛されたという[82]。
- 松久壽仁の漫画版『ウルトラマンA』では、ヤプールの作った虚像の世界において夕子に化け、北斗を襲う。
- 『ウルトラ怪獣大百科』では、「ヤプールの空間移動装置で現実世界に現れる様子が蟻地獄に見えた」と解説され、ヤプールに関係した超獣とされている。
- 『ウルトラ怪獣攻げき技大図鑑』では、蟻酸噴霧は「ギサン噴霧」と命名されている。

## 変身超獣 ブロッケン
第6話「変身超獣の謎を追え！」に登場。
ワニと宇宙生物を合成した超獣。宇宙船に乗って月から帰還する途中の小山隊員（演：小林昭二）に憑依し、彼の両掌には目と口が現れる。正体を悟られないよう手袋を常にはめており、正体を見破られそうになると、TACが開発していた新型ロケットエンジンを研究所ごと破壊する。鼻の穴から火炎、両手から破壊光線、蛇状の触角から波状光線を放つ。Aとの戦いでは波状光線で敗北寸前にまで追い込むが、ウルトラ4兄弟の激励によって復活したAのウルトラギロチンで首と両腕、触角を切断され、爆死する。その結果、小山隊員は元に戻った。
- デザイン時には「グロッケン」という名前で、ブルマァクのソフビ人形の刻印もこちらの名称に準じている[74]。
- デザインは井口昭彦が担当した[出典 45]。着ぐるみはスーツアクターが前後に2人入るタイプである[59]。パラゴンのように明確に後ろ側も直立姿勢であることが意図され、上に伸びた2本のムチのような尾は後側の演者にも演技をさせることを意図している[59][60]。造形時には首が長くなっているほか、ツノが大きくなり、背中のワニ皮を想起させるディテールが省略されている[74]。宇宙生物はデザイン画では青いカラーリングであったが、黒に変更するように書き込まれており、それに準じて造形されている[74]。
- 松久壽仁の漫画版『ウルトラマンA』では、子供誘拐犯（正体は超獣アドルフキング）を追う北斗と夕子の前に、ベロクロンやバキシムと共に出現するが、Aのウルトラギロチンで切り裂かれて倒される。
- 映画『大怪獣バトル ウルトラ銀河伝説 THE MOVIE』では、ベリュドラの胴体を構成する怪獣の1体となっている[61]。
- テレビシリーズ『ウルトラマンタイガ』のボイスドラマでは、グア軍団の外宇宙侵略機械化部隊戦闘隊長イムビーザの配下に機械改造されたオリジナル怪獣改造ブロッケンが登場している[84]。

## 幻覚宇宙人 メトロン星人Jr.
第7話「怪獣対超獣対宇宙人」、第8話「太陽の命 エースの命」に登場。名称はメトロン星人Jr.（）。
劇中では明示されていないが『ウルトラセブン』に登場したメトロン星人の子供で、顔の色は初代のものとは少し違い、初代で特徴的だった発光部分を含めてオレンジ一色で、目は緑色。さらに手は五本指、足首には手と同じヒラヒラがあるなど、初代とは明確に異なっている。また、顔の中心部には初代になかったV字型の切れ込みがある。性格は初代と比べると凶暴かつ好戦的で、格闘戦を得意とする。武器は両手から放つショック光線。宇宙人形態では一言もしゃべっていないが、竜五郎隊長曰く目的は「地球の破壊」。ヤプールとの関係性は不明。
大型ミサイル・マリア1号の発射場に地底から突如出現し、発射直前の一帯を破壊する。TACの山中隊員の婚約者であったTAC通信隊員・高階マヤをショック光線で殺害し、彼女に憑依してTAC基地に侵入すると、兵器開発部にあったマリア1号の設計図を納めた金庫を破壊してTACの警備隊員と通信隊員を殺害し、TAC基地を破壊して甚大な被害を与える。宇宙人形態での逃走中、北斗星司のTACガンによる銃創を彼がマヤを襲ったものと山中に誤認させた後、マリア2号の発射を妨害しようとするが、山中に北斗を撃たせようとするなどマヤとは異なる攻撃的な言動に加え、山中から贈られていた婚約指輪の引き渡しを要求するという南夕子の機転に気づかず平然と応じたことから、正体が露見する。
巨大化してドラゴリーを指揮し、さらに突如現れたムルチと共にAと闘う。頭突きを繰り出すもAに避けられてドラゴリーと正面衝突するなど、あまり連携が取れていない様子も見られるが、次第にAを追い詰めていく。エースバリアでドラゴリーと共に一時封印された後、マヤの復讐に燃える山中が操縦するTACスペースに攻撃されてバリアが破壊されると、TACパンサーとTACスペースを破壊して姿を消す。まもなく再び出現してTACジープを破壊した後、ドラゴリーと共にAと戦うが、Aのストップフラッシュで足止めされてバーチカルギロチンで両断され、臓器や血液とうかがえる内容物を大量に溢れさせながら絶命する。
- スーツはウェットスーツ製である[92]。造形家の品田冬樹はスーツの素材がウルトラマンと同一のものであり胸部の形状などから、ウルトラマンスーツを改造したものと考察している[92]。
- 『ウルトラマンメビウス』第25話では、ドキュメントTACに「メトロン星人Jr.」の名称で記録されているほか、ドラゴリーを指揮していた旨がテッペイによって解説されており、ヤプールとの関連も示唆されている。

## 蛾超獣 ドラゴリー
第7話「怪獣対超獣対宇宙人」、第8話「太陽の命・エースの命」に登場。
ヤプールが蛾と宇宙生物を合成して生み出した超獣。口から放射する高熱火炎と両腕から放つロケット弾（ミサイル）が武器。超獣の中でも特に凶暴とされ、ムルチ（2代目）を腕で口から2つに引き裂いて殺すなど、大変な怪力の持ち主である。
妖星ゴランを爆破するためのマリア1号・2号の発射計画を妨害しようとTAC基地の付近に現れ、基地に向かう途中でウルトラマンAを苦戦させるが、エースバリアで封印される。その後、ヤプールにエースバリアを解いてもらい、メトロン星人Jr.と組んでAと再び激突するが、エースバリアでメトロン星人Jr.と共に再び封印される。やがて封印が解けるとメトロン星人Jr.と組んで三度Aと交戦し、メトロン星人Jr.が倒された後も単身で挑んでエネルギー切れに追い込むが、太陽エネルギーを得て復活したAにパンチで右腹に穴を開けられて怯んだところをエースブレードで首を切断され、メタリウム光線で胴体を爆破されて絶命した。
- オープニングでの肩書きは、「蛾超獣」ではなく単に「超獣」とされている。
- 脚本では八つ裂きにする相手はムルチ（2代目）ではなくシーゴラスの予定で、学習雑誌にも予告が打たれていた。本放送当時に連載された『幼稚園』の漫画版では、これに準じた展開になっている。
- ヤプールに指揮されるところを地球人は目撃していないため、『ウルトラマンメビウス』第25話ではメトロン星人Jr.に指揮されていたとの旨がGUYSのアーカイブドキュメントTACに記録されている[注釈 22]。
- 『ウルトラ怪獣攻げき技大図鑑』では、ロケット弾はバーニングウイングと名付けられた。

## 巨大魚怪獣 ムルチ（二代目）
第7話「怪獣対超獣対宇宙人」、第8話「太陽の命！ エースの命！」に登場。
体色は、青色だった初代ムルチとは異なり銀色に輝いている。怪力や長い尻尾を武器とし、第7話でドラゴリーとメトロン星人Jr.にAが苦戦しているところに突如白煙と共に地底から出現して参戦すると、弾き飛ばされたAに体当たりを行い、3体で共にAを追いつめる。だが、第8話の冒頭でAへの突進を誤ってドラゴリーに激突し、逆上されて投げ飛ばされた後、下顎から腹を2つに引き裂かれたうえに左足をもぎ取られ、惨殺される。
- 初代ムルチと比べて体形は痩せており、シルバー系の体色、目つき、尻尾の先が魚の尾鰭（）のような形状をしているなどの違いがある。
- 地中から出現した理由は不明で、妖星ゴランの接近によって目覚めたという説[86]がある。
- VCやDVDで発売された『ウルトラ怪獣大百科 ウルトラマンA編』のナレーションの解説では初代ムルチの同族、『続ウルトラマン大百科』（ケイブンシャ・1979年）212頁や『週刊 ウルトラマンオフィシャルデータファイル』No.86-12では鰭が小さいことから初代ムルチの息子と記述されている。
- 脚本の段階では登場する怪獣はシーゴラスだったが、ムルチに変更された[96]。
- 着ぐるみは、前作の撮影終了後にイベントなど多方面で使用されていた現物を借り受けたものであるが、八つ裂きにしたことで使い物にならなくなってしまったため、スタッフはイベント担当セクションから厳しく叱責されたという[96]。
- 『ウルトラマンメビウス』第25話では、ムルチ二代目としてドキュメントTACに記録されており、本作品でドラゴリーに惨殺されたことをテッペイが語っている。

## 忍者超獣 ガマス
第9話「超獣10万匹！ 奇襲計画」に登場。
蘭の花と宇宙怪獣の合成超獣。ある種の音波に反応して活動し、実体化する。カメラの撮影と同時に写真のネガフィルムに潜り込み、その焼き増ししたプリントの枚数だけ自分の分身体を発生させるうえ、焼き増すたびに武器が増えるというこの能力を利用してTAC基地に侵入し、内部から破壊する予定だったが、手違いから雑誌記者のカメラに取り込まれる。これにより、大量に発行された雑誌から実体化して多数のガマスを登場させる「超獣10万匹計画」の実行が目的であることが判明する。
口から発射する吹き矢、八方手裏剣、撒菱、槍（短槍）など、忍者にまつわる武器を多数用いてウルトラマンAと戦うが、最後は槍を奪われて姿を消した後に位置を看破され、槍を刺されて倒れたところにパンチレーザースペシャルを受け、爆死する。残っていたネガも、山中隊員のTACガンで焼却処分される。
- デザインは鈴木儀雄が担当した[出典 59]。鈴木が最初に手がけた超獣とされるが、彼自身は多くの怪獣を手掛けたため、よく覚えていないと述べている[98][74]。
- 内山まもるによる漫画版『ウルトラマンA』では、今野と絡んだ女性カメラマンがテレビの今野と違って星司に絡むこと以外はテレビの展開に忠実で、最後はウルトラスラッシュ（劇中では八つ裂き光輪と呼称）で撃退される。
- 着ぐるみは『ファイヤーマン』のロドグロスの死体として流用された[99]。
- 映画『大怪獣バトル ウルトラ銀河伝説 THE MOVIE』では、ベリュドラの左角を構成する怪獣の1体となっている[61]。

## 変身怪人 アンチラ星人
第10話「決戦！ エース対郷秀樹」に登場。
TAC基地の機密を探って内部から破壊するため、ザイゴンを従えてやってきたヤプールの手下と思われる宇宙人。高度な科学力を有しており、元MAT隊員の郷秀樹に化けて北斗の前に現われ、ウルトラレーザーでザイゴンを撃退したように見せかける。その際に負傷を装い、TACのメディカルセンターに入院。しかし、ウルトラレーザーを右手で構えていた郷が、入院中に次郎が見舞いに届けたおはぎを左手に持った箸で刺して食べるなどの不可解な行動（本物の郷は右利き）から正体が露見し、北斗のTACガンと夕子のタックバズーカを受けて大爆発する。
その後、ウルトラレーザーはTACで使用されている。
- 声：高田裕史（ノンクレジット）[65]
- 演：団次郎（にせ郷秀樹）
- 本物の郷と同じ配役ゆえに容姿は瓜二つだが、正体が露見すると目の下に赤い隈取りが生じる。
- デザインは井口昭彦が担当した[74]。
- 脚本の田口は円谷プロにウルトラ兄弟を「売りたい」という空気を感じたため、坂田次郎と村野ルミ子の再登場やにせ郷秀樹に絡む展開となった[102]。

### その他の作品に登場するアンチラ星人
- 漫画『ウルトラマン超闘士激伝』でも、ヤプールの手下（こちらでは幹部クラス）として登場している。ジャックに化けてウルトラ戦士たちを欺く。
- 映画『大怪獣バトル ウルトラ銀河伝説 THE MOVIE』では、ベリュドラの胴体を構成する怪獣の1体となっている[61]。

## 犀超獣 ザイゴン
第10話「決戦！ エース対郷秀樹」に登場。
サイと宇宙怪獣の合成超獣。アンチラ星人の手下。武器はサイの名残の一本角と口から放射する高熱火炎で、前者は東京・新宿の京王プラザホテルを串刺しにする威力を持つ。赤い物体を見ると興奮して鼻から赤い煙を噴射して身を隠す習性を持っており、それを利用したAに闘牛のように赤い旗で突っ込んではかわされるが、何とか突き飛ばしたところにエネルギー光球を受けてダメージを受け、最後はウルトラナイフで斬首されて絶命した。
ザイゴンの頭部はAによって墓標代わりに丁寧に建てられる。
- デザインは井口昭彦が担当した[74]。インドサイのように襞があり、鋲状の突起が皮膚にも描き込まれている[74]。

## くの一超獣 ユニタング
第11話「超獣は10人の女？」に登場。
大東女子大学のサイクリング部が合体した超獣。TACの第2、第3レーダー基地を次々と破壊し、本部レーダーの破壊を目論む。普段はそれぞれの体のパーツが自転車に乗る10人の女性に化けており、9人が体のパーツ、アヤが武器の額の角になる。口から放射する糸で相手を絡めとり、引きずり回すのが得意で、角は発光して相手にダメージを与え、自身の意志で自由自在に操ることが可能。Aにマルチギロチンで八つ裂きにされるも、すぐに復活する。最後はストップフラッシュで動きを止められ、ウルトラシャワーで跡形もなく溶解されて絶命した。
- 出演（サイクリング部員）：美波節子（アヤ）、香川リサ、夏川圭
- デザインは鈴木儀雄が担当した[出典 70]。デザインモチーフは「クモ」としている書籍もあるが[107]、書籍によっては劇中で女子大生が「ハチのムサシは死んだのさ」を口ずさんでいるため、ハチに近い顔つきとしている書籍もある[74]。胴体は複数の女性が合体することから8つの乳房が並んだ形になっている[出典 71]。
- 自転車に乗るサイクリング部員のミニチュアは、1/8サイズの自転車のプラモデルに人形を乗せたもので、人形を東宝美術の小村完、自転車をアルバイトとして参加した長沼孝がそれぞれ制作した[108]。長沼はこれがアルバイト初日の仕事であったという[108]。
- 映画『大怪獣バトル ウルトラ銀河伝説 THE MOVIE』では、ベリュドラの胴体を構成する怪獣の1体となっている[61]。

## さぼてん超獣 サボテンダー
第12話「サボテン地獄の赤い花」に登場。
異次元人ヤプールが送り込んだ地球侵略用超獣の第11号で、超獣製造機によって合成されたハリネズミとサボテンの合体生物。胸の棘をミサイルとして発射し、背の棘から放つショック波、体を丸めた状態で飛び回りながら突撃するサボテンボール、相手を捕らえる長い舌、口から霧状の溶解液を吐くなどの攻撃手段を持つ。
最初に出現した際にはウルトラマンAに止めを刺される直前、小さなサボテンに変身して逃れ、サボテン売りの露店に紛れ込む。頭頂部の花で虫を捕食していたところをサボテン売り親父の息子・三郎少年が発見し、彼によって「サブロテン」と命名されて学校で見せびらかされるが、夜間に飼育小屋のニワトリや巡回の用務員を捕食したうえ、三郎の父が食べていた焼き鳥までも盗み食べながら、徐々にエネルギーを蓄えていく。しかし、用務員を捕食した際に棘が抜け落ちており、それが後にハリネズミのものであると判明したことから、北斗に正体を看破されるきっかけとなる。
ドライブ中の若いカップルを捕食したところでTACによって捕獲されるが、北斗の「宇宙昆虫がレーザーを浴びて巨大化した前例がある」という意見により、地上で破壊すれば超獣として復活する危険があるとの判断から、宇宙へ運んだうえでスペースミサイルによる破壊が試みられる。しかし、そのエネルギーすら吸収して復活する。
棘や舌でAを苦しめるが、ダブルビームで舌を焼き切られたうえ、サボテンボールも敵わず投げ飛ばされ、最後はサーキュラーギロチンで身体を切断されて倒される。
- デザインは鈴木儀雄が担当した[113][114]。サボテンというモチーフがトゲや角などの突起を多用する鈴木の作風にマッチしており、鈴木自身も巨大ヤプールに並んで気に入っている1体としている[113][115]。
- 着ぐるみはマザリュースに改造された（首から下半身はリペイントされた）[116]。

## 殺し屋超獣 バラバ
第13話「死刑！ ウルトラ5兄弟」、第14話「銀河に散った5つの星」に登場。
ヤプールがウルトラ5兄弟をゴルゴダ星に足止めし、その間に地球を征服するために送り込んだ、アゲハチョウの幼虫と宇宙生物の合成超獣。右手が鉄球、左手が鋭い鎌になっている。また、鉄球の先端を発射してムチのように相手を絡め取ったり締め上げることができる。頭部には剣がついており、これは発射できるうえ、その後も自由自在に遠隔操作できる。さらに口からの火炎放射や、頭部の剣から相手を痺れさせるショック光線（破壊光線）を発射するなど多彩な能力を有する。放射能雨に守られており、雨が降っている間はTACのミサイルやロケット弾が通用しない。
地球に戻ったAとの初戦では頭部の剣を奪われて追い詰められるが、ヤプールが人質に取ったウルトラ兄弟の映像をAに見せて戦意を削いだこともあり、ショック光線でAを敗退に追い込む。ウルトラ兄弟を救出された後の再戦時では、放射能雨が降っていない状態で武器を駆使しAを苦しめた。しかし最後は自身の発射した頭部の剣を胸に刺されて吐血したうえ、Aに後頭部を蹴られたことでその激しいショックで顔から目玉が飛び出し、奪われた自身の左手の鎌で斬首されて絶命した。
- デザインは鈴木儀雄が担当した[106][74]。
- ゴルゴダはイエス・キリストが処刑された丘の名に、バラバはキリストに代わって釈放された囚人の名にちなむ[117]。
- 蛭田充の漫画版ではバラバのみ登場する内容となっており、ヤプールからは「エースキラー」と呼称される。メタリウム光線も受け付けずAを追い詰めるが、最後はエースラッガーを受けて串刺しにされ、倒される。
- 『ウルトラマンタロウ』第40話に登場するタイラントはバラバの腕を持っており、ナレーションでも解説されている。デザイン画では右手が鉄球、左手が鎌だったが実際は左右が逆になっている。またバラバ自体も回想シーンに登場する。

### 『ウルトラマンZ』に登場するバラバ
『ウルトラマンZ』第19話「最後の勇者」に登場。
ヤプールの残留エネルギーが怨念の力によって実体化した個体。『A』の個体同様に鼻からのミサイルデスミサイルショットと高熱の火炎デスメガファイヤー、左手の鎌と右腕のチェーンを合わせた鎖鎌テリブルチェーン、頭部の角テリブルソードと両目から放つ電撃スネークヘルサンダー、次元の壁を割るエネルギー波などを繰り出す。ヤプールの意志を宿しているため、戦闘中は常にAへの恨み言を吐いている。
Aのウルトラメダルに引き寄せられる形で次元の壁を割り、ウルトラマンゼットのいる次元の地球に出現する。キングジョー ストレイジカスタムやウインダムの一斉掃射を耐えきり、ウインダムをAと思い込んで攻撃を開始したうえ、ウルトラマンゼット デルタライズクローの攻撃も耐えきり、猛攻に出てゼット オリジナルに戻るまで追い詰める。しかし、止めの一撃を駆けつけてきたAに妨害されると、ゼットやAとの間で技の応酬を展開し、最後はAのエネルギーを受け取ったゼット ベータスマッシュのスペースZによって真っ二つとなり、「ヤプール死すとも超獣は死なず」と叫びながら爆死した。
- スーツアクター：梶川賢司[119]
- 声：金子はりい[119]
- スーツは新規造形[122]。
- 『A』の個体同様、合成によって目が飛び出すようになっている[122]。

### その他の作品に登場するバラバ
- 映画『ウルトラマンZOFFY ウルトラの戦士VS大怪獣軍団』では、ウルトラマンジャックがナックル星人と戦っている間に東京へ出現して市街地を破壊するが、ゾフィーの命令で地球に向かったAと戦って倒される。映像は第14話からの流用だが、一部の効果音が異なり、斬首シーンがカットされている。
- 映画『大怪獣バトル ウルトラ銀河伝説 THE MOVIE』では、ベリュドラの左腕を構成する怪獣の1体となっている[61]。
- 映画『ウルトラマンギンガ 劇場スペシャル』では、バラバのスパークドールズが登場する。イカルス星人（SD）と合体し、タイラント（SDU）の一部となる。千草からは「強そう」と高評価を得る。
- 漫画『戦え! 宇宙けいび隊』では、タロウに倒されたタイラントの両腕の破片から再生し、同じく他のパーツの破片から再生した怪獣たちと共にタロウを追い詰めた。レッドキングやベムスターと共に最後まで残るが、タロウのウルトラスーパーダイナマイトで他の2体共々倒された。
- 漫画『ウルトラマン超闘士激伝』では、幹部クラスの超獣という設定になっており、「超獣武器庫」の異名を持つ。

## 異次元超人 エースキラー
第14話「銀河に散った5つの星」に登場。
ヤプール人がウルトラマンA対抗用に製作したロボット超人。ゴルゴダ星の処刑場に置かれた棺の中から直立姿勢のまま起き上がって現れた。両腕を広げながら肩を揺するなど、笑うような仕草を見せる。全身に施された金色の装甲は、本物のAやエースロボットのメタリウム光線を防ぐことができる。左腕は鉤爪状になっており、右手には音叉のような形をした刃物を武器として持っている。ゴルゴダ星でゾフィーからM87光線、ウルトラマンからスペシウム光線、ウルトラセブンからエメリウム光線、ウルトラマンジャックからウルトラブレスレットを奪い取った後、目と胸部結晶に光が灯った。
テスト相手のエースロボットを倒した後、ゴルゴダ星に現れた本物のAと交戦する。メタリウム光線を防ぎ、M87光線以外の必殺技を駆使して善戦し、スペシウム光線やエメリウム光線でダウンしたAを右手の刃物で苦しめるが、体勢を立て直したAにウルトラブレスレットを弾き飛ばされた後、ウルトラ5兄弟の力を結集したスペースQで爆破された。
- デザインは鈴木儀雄が担当した[出典 84]。デザイン画では、武器を持つことが考えられていなかったのか、右手の指が長かった[126]。複雑な頭部デザインは、全身図が描かれた後に描き直されている[126]。鈴木は気に入った1体に挙げているが、独特な構成の頭部については自身でも描いた理由が分からないとしている[113]。
- 劇中では人類に目撃されることなく倒されたため、防衛チームの記録には残らず、後の『ウルトラマンメビウス』においても、GUYSの保管するドキュメントTACには記録されていないとの設定がなされている。
- 『ウルトラ怪獣攻げき技大図鑑』では、ウルトラ4兄弟から奪った能力による攻撃は「スペシャルショット」と名付けられた。

## 超人ロボット エースロボット
第14話「銀河に散った5つの星」に登場。
エースキラーがウルトラ兄弟から奪った各光線の能力を試す実験台として、ヤプール人が製作したテストロボット。外見は本物のAに酷似しているが、関節部にプロテクター（増幅プロテクター）が装着されているうえ、本物よりも若干動きが鈍い。メタリウム光線など本物のAと同じ光線を使えるがエースキラーには通じず、エメリウム光線やスペシウム光線を続けて浴びせられた後、ウルトラブレスレットによって倒れたところにM87光線を受け、爆発四散する。耐久性が強くスペシウム光線を3回、エメリウム光線を2回、ウルトラブレスレットを1回、M87光線を1回食らって倒されている。
- デザインは鈴木儀雄が担当した[74]。
- スーツは撮影用のAに、ウェット素材で造形された金色のパーツをかぶせたもの[117]。
- 虹田充の漫画版ではバラバの戦闘訓練として登場し、ヤプールには「ニセウルトラマンエース」と呼称されている。

### 『ウルトラマン Fighting Evolution 3』に登場するエースロボット
PS2ゲーム『ウルトラマン Fighting Evolution 3』に登場。
ウルトラモード「死刑！ ウルトラ5兄弟」に操作キャラクターとして登場し、エースロボット（自分）VSエースキラー（相手）との対決で一定条件を満たすと、プレイヤーキャラクターとしても使えるようになる。オリジナルストーリー「世界10拠点同時侵略指令」では、バルタン星人が世界各地に送り込んだ怪獣軍団の1体として登場する。
ロボットメタリウム光線を発射できるが、威力はメタリウム光線より低い。原作未使用のダイヤ光線も使用可能。

### その他の作品に登場するエースロボット
- 『ウルトラマンフェスティバル2000』では、にせウルトラマンをはじめとする偽者のウルトラ戦士たちの1人として登場する。ウルトラマンダイナと交戦するが、ソルジェント光線を受けた後、腹部を貫かれて爆発する。
- 『大怪獣バトル ULTRA MONSTERS』では、NEO第7弾のストーリーモード（ギャラクシーサーガモード）に登場。エースキラーの性能テストのために爆破されたが、後に復活して本物のウルトラマンAと戦うことになり、その光景をオキに目撃される。プレイヤーカードとして、原作未使用のストロングフラッシュやスペシャルギロチンも使用可能。
- 『ウルトラ怪獣名鑑EX ウルトラパノラマファイトラウンド2』（バンダイ キャンディトイ）では、にせウルトラマンやにせウルトラセブンとの夢の対決が「ニセ・ウルトラマンVSロボット超人にせウルトラセブンVS超人ロボットエースロボット『にせ超人三つどもえ決戦!!』」としてフィギュア・イラスト化されている。
- ファミコンソフト『ウルトラマン倶楽部3』では、ボス怪獣として登場。1回目はウルトラタワーの近く、2回目は巨大宇宙船で対決するが、2回目のエースロボットを倒すと画面が乱れたまま四次元空間へ勝手にワープされる。体力は3500。

## 大蟹超獣 キングクラブ
第15話「黒い蟹の呪い」に登場。
カブトガニと宇宙怪獣の合成超獣。武器は眉間から出す高熱火炎と口から放射する溶解泡。また、長い尻尾で相手を絡めとって絞殺する。
海を汚染した人類への恨みから瀬戸内海で人間を食べて成長し、一旦は海岸に現れて暴れているところをTACに攻撃され、姿を見えなくして鷲羽山ハイランドに潜む。しかし食べた漁師の化身のカブトガニの声を聞いた少年の情報で居場所をTACに突き止められ、タックスペースから窒素爆弾の爆撃を受けて姿を現す。Aと相撲を取るが、尻尾を使った締め付け攻撃でAを危機に追い込む。最後はドリル光線で尻尾を砕かれて弱体化した末、二度地面に投げつけられて動けなくなったところにアタックビームを受け、爆散した。
- デザインは鈴木儀雄が担当した[74]。デザイン時は四足歩行であった[74]。
- 大顎はカニのハサミをモチーフとしており[117]、ハサミを持たないカブトガニの口に左右非対称で付けている[74]。
- 『ウルトラマンタロウ』に登場するタイラントの尻尾はキングクラブであり、口から吐く火炎能力もキングクラブの能力である[130]。デザイン画では尻尾はキングクラブではなくハンザギランのものになっていた。
- 映画『ウルトラマンギンガ 劇場スペシャル』では、キングクラブのスパークドールズが登場する。イカルス星人（SD）と合体し、タイラント（SDU）の一部となる。

## 牛神超獣 カウラ
第16話「怪談・牛神男」に登場。
牛神男が巨大化した超獣。頭部の角から光線を撃ち、涎は強酸性の溶解液で何でも溶かす。また催眠術で分身したかのようにAの目を惑わす。人間に食われた肉牛の悪霊の化身で、人間を喰らうことを使命としている。劇中では人間以外にオリーブの木も食べる。パープル光線や突進攻撃でAを苦しめるが腕に付いた呪いの鼻ぐりをAに蹴り飛ばされ、鼻にセット光線を受けて沈静化した後Aに鼻ぐりを持ったまま地面に叩きつけられ、牛の悪霊は解かれて元の高井青年の姿に戻った。
- デザインは鈴木儀雄が担当した[出典 93]。鈴木が多用する生物的な体に硬質な装甲を纏わせるというパターンが顕著に表れている1体である[98]。デザイン画では、好戦的な面構えで肩の突起が3本ずつあり、前脚には2本のツメがついていた[98][74]。

### 牛神男
第16話「怪談・牛神男」に登場。読みは「うしがみおとこ」。
牛を供養する鼻ぐり塚からいたずらで鼻ぐりを盗んで腕輪にしたフーテンの高井青年が、牛の怨念を利用した虚無僧に変身したヤプールに牛の呪いをかけられて怪物化した姿。本物の牛同様に草を食べ、牛と会話する。最初は腕輪の周辺から牛の毛が生えてきて、翌日には身体全体に毛が生えた後、頭部に牛の角が生えてくる。時が経つに連れてどんどん牛になっていき、最後はカウラになるが、最終的にはAによって元の人間に戻ることに成功した。
- 演：蟹江敬三

## 大蛍超獣 ホタルンガ
第17話「怪談 ほたるヶ原の鬼女」に登場。
ホタルと宇宙怪獣の合成超獣。普段は小さなホタルに化け、少女・民子に飼われているが夜になると超獣化する。TACの超獣攻撃用の新兵器であるタックV7ミサイルの輸送妨害を目的として、ほたるヶ原バイパスで車に乗った人間が白骨化する怪事件を起こしながら、目的の実行機会をうかがう。武器は頭部からの溶解液。両手や尻尾の先端はそれぞれ鋏となっており、これらを振りかざして攻撃するほか、尻尾は発光させての攻撃もできる。
尻尾の中に民子と夕子を閉じ込めるが、夕子のブローチ（美川隊員がお守りとして持たせていたもの）から放たれたガスに苦しみ、脱出される。Aとの戦いでは鋏で首を挟み、発光で気絶させる善戦を見せる。しかし、輸送から使用に移行したタックV7ミサイルで顔面を攻撃されてひるんだうえ、復活したAに背後からメタリウム光線を浴びせられ爆死した。
- デザインは井口昭彦が担当した[74]。

## 鬼女
第17話「怪談 ほたるヶ原の鬼女」に登場。書籍『ウルトラマン大辞典』では名称をほたるヶ原の鬼女と記述している。
足が不自由な少女・民子の車を憎む気持ちと母親への愛を利用して民子をヤプールが鬼面の怪女に変化させたもの。動きは身軽で、建物の屋根へと簡単に飛び乗ったりできる。武器は特になく、夕子を自宅に誘いこんで幻覚を見せて絞殺しようとするが、北斗に見つかり逃亡。追跡していた夕子に鬼面を叩き割られ、元の姿に戻った。
- 演（民子）：野島ちかえ

## 大鳩超獣 ブラックピジョン
第18話「鳩を返せ!」に登場。
ハトの帰巣本能を利用してTAC極東本部基地を攻撃しようと目論んだヤプールにより、三郎少年が飼っている伝書鳩の小次郎の脳を宇宙怪獣に移植して製造された超獣。
ヤプールの命令に従う一方で三郎少年の鳩笛にも時折操られて勝手に現実世界に出現し、ヤプールを慌てさせる。武器は翼で巻き起こす強風、口からの火炎放射と毒液のほか、嘴での攻撃や、腹の巨大な角を飛ばす攻撃を用いる（後者は一度刺さると抜けなくなる）。Aとの戦いでは毒液を顔面に浴びせ、動けなくなったところに上空からビルを落下させるなどして一時的にAを気絶に追いやる。その後もメタリウム光線を腹部で吸収して跳ね返し、Aを敗北寸前まで追い詰めるが、三郎少年の鳩笛に気をとられている間に背後からダイヤ光線を浴びせられ、倒された。その後、戻ってきた小次郎は三郎少年の手の中で息を引き取った。
- デザインは鈴木儀雄が担当した[74]。
- 内山まもるの漫画版『ウルトラマンA』では、基本的な流れはテレビ版と同じだが、最後は鳩の小次郎が無事に生還する点が異なる。
- 漫画『ウルトラマン超闘士激伝』では、失敗作で善悪の判断ができない超獣となり、処刑されかけたところをタロウに助けられて仲間となる。

## 異次元エージェント アンドロイド
第19話「河童屋敷の謎」に登場。
ヤプールが製作した精巧な機械人形で、春山という夫婦に化け、好人物を装って自宅のプール（キングカッパーの頭）に子供たちを入れてへそを奪い、カッパ人間にする。TACが来ても動じず攻撃を試みるも、TACガンで倒される。
- 演：細川俊夫、坂田純子
- 書籍によっては、名称を春山夫妻（アンドロイド夫婦）[23]と記述している。

## 河童超獣 キングカッパー
第19話「河童屋敷の謎」に登場。
河童の超獣。ヤプールが作ったアンドロイドたちと組み、頭部の皿をプールに偽装して泳ぎに来た子どもたちのへそを奪う。武器は口から放射する煙幕と手から放つ爆発力の強いミサイル。伝説上の河童同様に頭部の皿の水がなくなると弱くなる弱点があり、水がこぼれると再び水を吸い上げるユニークな特技を持つ。Aにドライスパークで皿の水を蒸発させられた後、バーチカルギロチンで真っ二つにされ、キングカッパーが倒されると子供たちにへそが戻った。
- デザインは井口昭彦が担当した[74]。着ぐるみでは樹木をプールサイドに植えている[74]。
- 映画『大怪獣バトル ウルトラ銀河伝説 THE MOVIE』では、ベリュドラの胴体を構成する怪獣の1体となっている[61]。
- 『ウルトラマンメビウス』で脚本を担当した長谷川圭一は、同作品で頭を露天風呂にしたキングカッパーを登場させたかったと述べている[135]。
- カッパーミサイルは『ウルトラ怪獣攻げき技大図鑑』で「リウキガン」と呼称された。

## 大蝉超獣 ゼミストラー
第20話「青春の星 ふたりの星」に登場。
突如、山を裂いて現れたセミと宇宙怪獣の合成超獣。武器は両手の鎌、口吻から放射する3千度の高熱火炎と当たった物の重力を自在にコントロールして浮遊させる無重力光波。ただし極度の精神統一が必要で、攻撃を受けると効果を失う。
無重力光波で静岡県の港にホテルとして係留している客船スカンジナビア号を夜になると宇宙に飛ばすが、それが何を目的とする行為なのかは劇中では語られない。最後はメタリウム光線を受けて炎上し、絶命。
- デザインは井口昭彦が担当した[74]。着ぐるみでは色鮮やかな仕上がりになっており、デザイン画では省略されている翅が追加されている[74]。
- 映画『ウルトラマン物語』にも登場。戦闘シーンは第20話の流用。劇中では「怪獣」と呼称される。

## 天女超獣 アプラサール
第21話「天女の幻を見た！」に登場。
宇宙光線と少女の夢を合成した超獣。アプラサがヤプールの要求を拒んだため宇宙線エネルギーによって超獣化した姿で、ヤプールの命令通りに動く。武器は頭部の穴から出す光線と羽衣を伸ばしての攻撃。また羽衣から突風を放つ。宇宙線の産物のため実体はなく、あらゆる武器が通じない。アプラサの自我が残っており、テレパシーでAに助けを求める。Aのウルトラシャワーで実体化し、最後はヤプールの力を遮られて元の姿に戻った。

### 天女 アプラサ
第21話「天女の幻を見た！」に登場。
おとめ座の精で、おとめ座の爆発の際にヤプールに救われるが、そのことを盾にとられてヤプールに地球攻撃を命じられ、拒否したため超獣アプラサールの姿にされる。元に戻った後、白鳥座に旅立つ。
- 演：三景順子

## 銀星人 宇宙仮面
第22話「復讐鬼ヤプール」に登場。
ヤプールが度重なる失敗に焦り、送り込んだエージェント宇宙人。腕輪型の装置（万能ブレスレット）を武器に持つ。TAC基地に侵入した後で彫刻家の青年、坂井ジロウに化け、子供たちにブラックサタンの像を作らせ、完成するや正体を現して万能ブレスレットのエネルギーで像を超獣化させる。さらにはTACの美川隊員を篭絡して攻撃機能を持った犬のぬいぐるみ（ブーアン）を送り込み、北斗の命を狙う。身体は特殊な金属と合成樹皮で構成されており、また、宇宙仮面に触れた物は火花を上げて燃え上がる観念動力を使う。北斗のTACガンでブーアンを破壊され、自身も美川隊員に万能ブレスレットを撃たれ、断末魔の叫びと共に絶命していった。
- 演（坂井ジロウ）：富川澈夫

## 凶悪超獣 ブラックサタン
第22話「復讐鬼ヤプール」に登場。
彫刻家の坂井ジロウに化けた宇宙仮面の指示で子供たちが小学校に建造した超獣の像を、宇宙仮面が超獣化させたもの。目から破壊光線、両手の指先から発射するミサイル、口から放射する物体を炎上させるガスなど、多彩な武器を持つうえ、尾の先から槍状のミサイルを放つ。また、宇宙仮面の持つ腕輪（万能ブレスレット）からエネルギーを得ているため、宇宙仮面が存命している限り無尽蔵の力を有するが、宇宙仮面が美川隊員に射殺されると同時に弱体化する。最後は、石油タンクを頭にぶつけられて石油を浴びたところへタイマーボルトを受けて炎上し、行動不能になったところにメタリウム光線を受けて爆死した。
- デザインは鈴木儀雄が担当した[74]。デザイン画では額のロケット弾の発射孔は3個だが、造形では7個となっている[74]。

### その他の作品に登場するブラックサタン
- 漫画『かがやけ ウルトラの星』では、怪獣軍団の一員として登場。ゴドラ星人に率いられて東北地方松島湾に出現し、ウルトラセブンと戦う。
- 映画『大怪獣バトル ウルトラ銀河伝説 THE MOVIE』では、ベリュドラの首を構成する怪獣の1体となっている[61]。

## 異次元人 マザロン人
第24話「見よ！ 真夜中の大変身」に登場。
富士山のマグマ層に潜伏している異次元人。資料により、ヤプールに協力するもう一種族の異次元人とするものと、ヤプールの意志を受け継ぐ悪の超人とするものと、第23話で子供たちをさらった奇怪な老人（ヤプール老人）が変身した姿と記述しているものがある。
体内にマグマがあふれ、爪の先から破壊光線を撃ち出す。健太少年の母親にヤプール人の破片を寄生させ、超獣作りの母体として実体のないホログラムのようなマザリュースを作ってTACを振り回すが、富士山に乗り込んできたAに敗れ去った。
- 声：沢りつお（ノンクレジット）[65]
- デザインは鈴木儀雄が担当した[74]。デザイン画での肩書きは「異次元超人」であった[74]。着ぐるみでは首の付き方が変わっており、中央の角も大きかった[74]。
- シナリオではマザロン人ではなくギロン人が登場する予定だった[143]。

### その他の作品に登場するマザロン人
- 漫画『かがやけ ウルトラの星』では怪獣軍団の一員として登場。巨大ヤプールに率いられて四国地方に出現する。作中のテロップでは「ヤプール」と表記されている。
- 漫画『ウルトラマン超闘士激伝』でもヤプール軍の一員となっており、強力なハイパーマザロンへ変身する。

## 地獄超獣 マザリュース
第24話「見よ！ 真夜中の大変身」に登場。
マザロン人が少年・健太の母・よし子の母性エネルギーを利用して誕生させた超獣。赤ん坊のような鳴き声をあげる。実体はなく虚像であり、あらゆる攻撃が通用しない。口から放つ火炎が武器。よし子が正気に戻ると消滅した。
- デザインは鈴木儀雄が担当した[74]。
- 着ぐるみはサボテンダーの改造[出典 128]。頭部は新規造形で、首から下は色を変えたのみ[145]。手の形状を変更したほか、背ビレを追加している[74]。
- 蛭田充の漫画版では、本編とは異なり北斗と南の宿泊先の民宿で足が不自由な少女・ミキが海岸で拾った美しい光の玉からヤプールはミキの「さみしさ」を吸収し、超獣の力の源にしようと目論む。やがて、血の雨と「さみしさ」が集結してマザリュースが誕生するが、最後はウルトラマンAの必殺技の連発で撃退される。

## 妖女
第24話「見よ！ 真夜中の大変身」に登場。
健太少年の母親・よし子がマザロン人の力で変貌した姿。授けられた巫女としての超能力を受けてマザリュースを誕生させるが、健太少年からヤプールの破片をぶつけられると元の姿に戻る。
- 演（早川よし子）：岩本多代

## 古代星人 オリオン星人
第25話「ピラミットは超獣の巣だ！」に登場。
1万3,000年前、地球を植民地にしていた宇宙人。突然の洪水からピラミッドの中に逃れて人工冬眠についていた。復活してオリオン星からの命令で再び地球侵略のためにスフィンクスを操る一方、人間に変身したオリオン星人の少女ミチルを使ってTACの新兵器V9の破壊をもくろむ。しかし、失敗して見捨てられたミチルは最終的にウルトラマンAに助力したため、司令官に処刑される。
オリオン星人たちはオリオンガスを吸引することで命を保っているが、この赤いガスは人間が吸引すると血液中の白血球を異常増殖させる作用を持つため、有害である。
ミチルの失敗と共に召喚したスフィンクスがAに倒されると、司令官が立て篭もっていたピラミッドは逃亡を図るがメタリウム光線で粉砕された。ミチルの遺体はAによって宇宙へ運ばれ、夜空に輝く星になる。
- 声：辻村真人（ノンクレジット）[65]
- 出演（ミチル）：田所陽子
- 頭部は第23話でヤプール老人が変身した際の獣人マスクの流用[144]。

## 古代超獣 スフィンクス
第25話「ピラミットは超獣の巣だ！」に登場。
オリオン星人が操る地球攻撃用の超獣。小学校の校庭の地下から現れたピラミッド内から現れ、町で暴れ出す。額の蛇状の触角から1万3千度の高熱火炎、頭部左右の突起から破壊力を帯びた閃光を放射し、少女ミチルが吹く笛の音でおとなしくなる。Aのエースブレードで首を斬り飛ばされ、タイマーショットで体を爆破されるとスフィンクスの頭部はピラミッドに収容されるが、ピラミッドごとメタリウム光線で破壊された。
- デザインは鈴木儀雄が担当した[74]。
- 漫画『ウルトラマン超闘士激伝』ではヤプールの配下となっており、異次元のゲートの門番をしている。
- 『ウルトラ怪獣擬人化計画』として擬人化された。

## 地獄星人 ヒッポリト星人
第26話「全滅! ウルトラ5兄弟」、第27話「奇跡! ウルトラの父」に登場。第26話のオープニングでは「地獄星人ヒッポリト」と表記されていた。
地球侵略を企む宇宙人。自らを「宇宙で一番強い生き物」と名乗っており、実際にも後述の通り極めて高い戦闘能力の持ち主である。
ノズル状の口から噴射する火炎と強風、腕からのミサイルのように放つトゲ、頭部の3つの突起から放つショック光線、目から放つ怪光線、腹部の赤い球体から放つ散弾状の破壊光線が武器。ウルトラ戦士より巨大なカプセルヒッポリトカプセルは念力を強化して虚像を発生するだけでなく、閉じ込めた相手をブロンズ像のように固めると共に生命活動も停止させるヒッポリトタールを噴き付ける機能もあり、ブロンズ化はヒッポリト星人が死亡した際には解除されても、生命活動は停止したままとなる。
初戦では200メートルもの巨体で現れ、TACの攻撃を一切受け付けないまま、一方的に都市を蹂躙してウルトラマンAの引き渡しを要求し、持っていたA人形の首を見せしめとして折る。だが偶然、戦闘機の機体を衝突させた北斗が何事もなくすり抜けたことから虚像ではないかと怪しまれたうえ、捜査中に交通事故の現場で「飛び出してきた超獣に衝突した」と言って息絶えた運転手の男性の証言、壊れた自動車の前面に地球生物のものではない血液や肉片の付着、ならびに巨大ヒッポリト星人が見せしめに首をもいでいたA人形に酷似した首の取れた人形（前述の運転手が息子への土産として持っていたもの）があったことから、近辺に本体がいたことが判明したうえ、ヒッポリトカプセルを通して自分の姿を光化学スモッグに投影していた拠点を発見される。Aとの戦いではあらかじめ用意していたカプセルにAをはじめ、救援に駆けつけたゾフィー、初代ウルトラマン、ウルトラセブン、ウルトラマンジャックのウルトラ4兄弟を閉じ込め、ヒッポリトタールを流し込んでブロンズ像のように固めると、秘密を暴いて攻撃してきたTACの戦闘機を全機撃墜して火炎攻撃で苦しめる。駆け付けたウルトラの父との戦いでは、最初は圧倒されてAのタールもウルトラシャワーで洗い流されるが、地球に向かう途中の長旅でエネルギーを消耗していた隙を突いて倒す。しかし、ウルトラの父が自身の命と引き換えに残りのエネルギーをAに与えて復活させた後には、復活したAとTACによる猛攻を受け、最後はAのメタリウム光線で撃破される。ウルトラ4兄弟も元の姿に戻り、Aからエネルギーを分け与えられて息を吹き返す。
- 声：谷津勲（ノンクレジット）[65]
- デザインは鈴木儀雄が担当した[125][155]。デザイン画では、メインカラーはピンクとグリーンであった[155]。M1号から発売されたソフビは、こちらに酷似したカラーバリエーションとなっている[155]。
- 梶隊員はヒッポリト星が地獄のような環境と推測したが、真偽は不明。
- 『ウルトラ怪獣攻げき技大図鑑』では「ヒッポリトビーム」は「オレンジビーム」と命名された。
- 内山まもるの漫画版『ウルトラマンA』では、ヒッポリトカプセルを使用せずに鎖をエースたちの腕や足に装着し、口から直接タールを噴射する。テレビ版と違い、最後はウルトラの父との戦いでそのまま倒される。

## 満月超獣 ルナチクス
第28話「さようなら夕子よ、月の妹よ」に登場。
かつて月の世界の地殻に潜んでマグマを吸い尽くし、死の星に変えた超獣。現在は地球のマグマ内で生息し、毎年10月の満月の夜に地上へ現れる。口から数万度の高熱火炎や400度の水蒸気を吐き、目玉をミサイルとして放つ。口には牙があり凶悪な面構えをしているが、ウサギ跳びを行うなどのユーモラスな面もある。マグマを溜めることにより、一時的にパワーアップできる。地中と地上でウルトラマンAを苦戦させるが、最後はエースリフターで火山に投げられ、マグマに落ちて焼死する。
- デザインは井口昭彦が担当した[159]。デザインモチーフはウサギで、鈴木が好んで用いる穴ディテールをあしらっている[159]。デザイン画では杵がモチーフと思われる武器を持っていた[159]。
- この回で南は月星人であり、ルナチクスを倒すために地球へ送られていたことが判明する。ただし、月星人の設定は急遽決定したものであり、それまでの回に伏線は一切ない（詳細はウルトラマンA#主人公を参照）。この回を最後に南は地球を去り、次回以降は北斗星司のみの単独変身となる。

## 地底超人 アングラモン
第29話「ウルトラ6番目の弟」に登場。
地底に住む超人。地上人の地下水汲み上げに立腹し、警告の意味でギタギタンガの酸欠ガスを使い、酔っぱらい事故を装って梅津姉弟の父親をはじめ何人も殺害する。武器として、両目から発射する赤色の破壊光線、口から放つ青色の金縛り光線（ブルーキャッチ光線）、胸から放つ青色の地震光線をそれぞれ用いる。居場所をAに発見され、ギタギタンガと共に戦うもギタギタンガをあえなく倒され、地震光線による地割れ攻撃でAを地底に沈めようとする。最後は北斗＝Aがダンから弱点だと知らされていた胸にハンドビームを受けて炎上し、絶命した。
- 声：阪脩（ノンクレジット）[65]
- デザインは井口昭彦が担当した[74]。ヤマイモをデザインモチーフとしているものもある。身体から生えた毛はラテックスを箒の穂に塗ったものとなっている[74]。頭の位置やサイズが微調整されている[74]。
- 着ぐるみはギロン人の改造[144]。

## 地底超獣 ギタギタンガ
第29話「ウルトラ6番目の弟」に登場。
アングラモンに操られる超獣。尾の棘（とげ）はのこぎり状になっている。頭部左右の角の先端から放射するガスが最大の武器で、これはアルコールを多量に含有しており、発火性もある。実態はアルコール臭を持つ酸欠ガスであるこのガスを利用し、運転手を酔っ払い運転と見せかけての殺害を続ける。やがて深夜に京浜工業地帯の一角に現れ、酸欠ガスをまき散らしてTAC到着前に姿を消す。2回目は山中から現れ、巨大化したアングラモンとともに工業地帯を破壊する。Aに発見されるとアングラモンとの挟撃により酸欠ガスを放射してAを苦戦させるが、最後はエースリフターで爆発四散した。
- デザインは鈴木儀雄が担当した[97][74]。着ぐるみでは首がやや長く造形されている[74]。
- 名前の由来は、本放送当時4歳だった大鶴義丹。父親の唐十郎と番組スタッフが酒席を交えた折、「義丹」の名前をスタッフが珍しがって命名した[160]。
- 漫画『ウルトラマン超闘士激伝』ではヤプール軍の戦闘員として登場。

## 黒雲超獣 レッドジャック
第30話「きみにも見えるウルトラの星」に登場。
東京上空をただよう黒雲にひそみ、空中を移動する超獣。攻撃目標とするオートバイや救急車などを見つけると、突然姿を現し、火炎を吐いて暴れ回る。身体周辺は超高温で、特に赤い部分は6000度で容易に近付けない。武器は口からの2千度の火炎放射と両手を合わせて発射する稲妻状の破壊光線。また、長い尻尾も強力な武器。Aとの戦いでは激しい格闘戦を展開し、Aをピンチに陥らせる高い体力を持ち、パンチレーザーやフラッシュハンドにも耐えられる威力を誇る。最後はメタリウム光線を顔面に受けて倒された。
- デザインは鈴木儀雄が担当した[98][74]。鈴木はデザインに悩んで何度か描き直したため印象に残っていると述べている[98]。
- 火炎は、『ウルトラ怪獣攻げき技大図鑑』で「ヘルファイヤー」と名づけられた[要出典]。
- 映画『新世紀ウルトラマン伝説』にも登場。映像は本作品からの流用。

## バク超獣 バクタリ
第31話「セブンからエースの手に」に登場。
動物園のバク「バクちゃん」が、地球に接近した謎の黒い彗星から放射された強烈な異次元エネルギーを浴びた超獣。警察の銃撃を受け巨大化し暴れる。武器は頭部の突起から放射する溶解霧と爪から出す火炎。Aと戦うも、悪意はないため一切の抵抗もできず一方的に痛めつけられ、最後にメタリウム光線でとどめを刺されそうになったところにウルトラセブンが発したウルトラサインを受けたAに宇宙に運ばれ、セブンのエメリウム還元光線で元のバクに戻された。
- デザインは鈴木儀雄が担当した[163][74]。ゾウのような牙や長い体毛など、幻獣の獏がデザインモチーフとなっている[74]。デザイン画では全ての穴の部分からスモークが出るという書き込みがある[74]。

### その他の作品に登場するバクタリ
- 映画『大怪獣バトル ウルトラ銀河伝説 THE MOVIE』では、ベリュドラの胴体を構成する怪獣の1体となっている[61]。
- 『ウルトラゾーン』第19話のミニコーナー「怪獣ことわざ」に、「うそつきは泥棒のバクタリ」という絵が登場する[164]。

## 超獣人間 コオクス
第32話「ウルトラの星に祈りを込めて」に登場。
宇宙船で宇宙ステーションNo.5を破壊し地球に侵入する。TACに宇宙船は撃墜されたものの、星野アキラという少年に変身して北斗に近付く。目的は北斗星司ことAの抹殺だが、人間体でも正体の超獣が持つ高い体温は隠せないことや、アキラが指先を光らせて北斗の乗るタックアローを誘導していたところをダンに見つかったことで正体が発覚する。全身からロケット弾（ミサイル）を撃ち、指先から赤い光（麻痺光線）を放つ。この光に当たった物は体が麻痺しAも苦戦するが、フラッシュハンドで両手を切断された後、メタリウム光線で倒された。
- 演（星野アキラ）：高橋仁
- デザインは井口昭彦が担当した[97][74]。書籍によっては、コークスがモチーフと推測している[97][74]。

## 気球船超獣 バッドバアロン
第33話「あの気球船を撃て！」に登場。
子供たちの魂を吸収する超獣。武器は口から噴射する突風と右手の30メートル伸びる鞭で、吸収した魂は腹の穴に保存している。
2人の乗組員の青年の心を支配し、自分が変身した気球＝バアロン号に子供たちを乗せて魂を吸収する。魂を吸収された子供はおとなしくなるが、生気を失って精神面では老人になる。北斗とダンの機転によって本性をさらけ出し、送電線に接触して巨大化する。最後はホリゾンタルギロチンで首を斬り飛ばされ、パニックを起こして動き回っていたところをさらにバーチカルギロチンで胴体を縦真っ二つにされた。その後、吸収されていた魂は解放され、片手に風船を持ちながら持ち主まで飛んで行く。
- デザインは井口昭彦が担当した[出典 165]。
- 単眼だが、頬の赤い模様が両眼に見えるデザインとなっている[166]。
- 漫画『ウルトラマン超闘士激伝』では無数に量産されて登場。ヤプールの命を受けてゼミストラーやホタルンガの軍勢と共に暴れ回るも、闘士ウルトラセブン一人に殲滅される。

## 虹超獣 カイテイガガン
第34話「海の虹に超獣が踊る」に登場。
深海5,000メートルに生息していた超獣。海が石油や工業排水などで汚されていることに怒り、海底汚染をするタンカーを次々に襲う。口から発火ガス（爆発性のガス）、ニードル光線（針状の光線）、ロケット弾を撃つ。体の鱗（うろこ）ははがれると美しい帆立貝のように見える。TACの誘き寄せ作戦で地上に現れ、最後はAのメタリウム光線で倒された。
- デザインは鈴木儀雄が担当した[74]。全身にフジツボ、額にカラスガイ、両腕がカメノテと、海洋生物でまとめたデザインとなっている[166][74]。デザイン画では開閉ギミックが考えられていた[74]。
- 『ウルトラ怪獣大百科』では 「“ヤプールの破片が、海洋汚染に怒る貝を超獣化させたのだ” 」と解説している。
- 映画『大怪獣バトル ウルトラ銀河伝説 THE MOVIE』では、ベリュドラの右腕を構成する怪獣の1体となっている[61]。

## 夢幻超獣 ドリームギラス
第35話「ゾフィからの贈りもの」に登場。
ダンの友人である、9歳の浅倉雪夫少年が湖に超獣が出現する夢を見ながら寝小便をし、その翌日に雪夫が夢で見た湖を実際に見つけた時に発した恐怖心に反応して、超獣の形をした寝小便の染みがユーモラスな音を発しながら実像化して誕生した超獣。
口から水流と赤い毒液を放射し、口の下にあるドリル状の突起物に爆発性赤色液を貯蔵している。長い尻尾を使って相手を絡みつく攻撃が得意。頭の先端はレーダーで、耳は水中ソナーになっており、全身のいぼは相手の攻撃を軽減する役割を持つ。腹の部分は触角で、接近戦で相手に不意打ちするとされている（劇中未使用）。誕生と同時に一瞬で湖にテレポートした直後に巨大化して、湖の上空を通る旅客機と戦闘機を次々と撃墜し、自身は攻撃を受ける前に湖に潜りこんだ直後、奇妙な音を発しながらテレポートすると同時に縮小して、雪夫の布団の寝小便の染みの姿に戻る。Aを湖に引きずり込んで苦しめるが、ゾフィーが天空から投下したウルトラマジックレイで湖水を蒸発させられて形勢が逆転し、Aのメタリウム光線で爆破されて白い肉を飛び散らせていった。
- 斉藤ゆずるの『小学四年生』1972年12月号掲載の漫画版では、基本的ストーリーは同じだがゾフィーは登場せず、少年（漫画版では本名を語らない）の寝小便がわずかに確認できるが超獣実像化シーンが無く、厚い氷が張った湖から出現する場面と少年が真実を突き止めようと孤軍奮闘するところや、A個人の力によってタイマーショットで超獣を打倒し、超獣はドロドロに溶けて寝小便に戻りながら泡を吹いて消滅するのが相違点だった。
- デザインは鈴木儀雄が担当した[74]。顔は魚のウミテング、マオコゼ、チョウチンアンコウなどをモデルにデザインされた[166][74]。
- 着ぐるみはレッドジャックの改造[145][74]。頭部は新規造形[145]。

## 騒音超獣 サウンドギラー
第36話「この超獣10,000ホーン？」に登場。
騒音を食べてエネルギー源に変えるという性質を持つ超獣。最大の武器は頭部から放つ虹色のリング状金縛り光線。また、手から放つフラッシュ光線（フラッシュ光）やロケット弾も持つ。
最初は一瞬しか出現せず被害もないが、暴走族などが豊富な街中では騒音に困ることがなく、エネルギーを蓄えて実体化する。最後はメタリウム光線で倒された。
- デザインは井口昭彦が担当した[74]。デザイン段階では「サウンドキラー」という名称であった[74]。
- 放送当時、『小学二年生』に掲載された内山まもるの漫画版（『ザ・ウルトラマン』第2巻に「うるさい音に気をつけろ！」として収録[169]）では、本編とは異なり暴走族は一切登場せず、サウンドギラーに父を殺された少年が中心の話となっている。
- 映画『大怪獣バトル ウルトラ銀河伝説 THE MOVIE』では、ベリュドラの左腕を構成する怪獣の1体となっている[61]。
- 漫画『酩酊!怪獣酒場』では、怪獣酒場の客として登場する。CDデビューすることになり、プロデューサーのヤプール老人に連れられ、怪獣酒場を訪れる。尿意に耐え兼ね、ヤプール老人の長話が途切れるタイミングを待っていた。

## 鈍足超獣 マッハレス
第37話「友情の星よ永遠に」に登場。
高速で動く物体と騒音に対して極端に嫌悪感を抱く超獣。地面から突如現れてジェット機や新幹線などを次々と破壊する。片方に鶏冠（とさか）が付いたフォルムをしており、武器は口から放射する高い爆発性を秘めた白色のガスと両手から放射する黄色い槍型の光線。また、強韧な長い尻尾を振り出す打撃で攻撃する。最初に中部K地区に出現し、さらに上空を飛行していた旅客機を口から吐く発火ガスで破壊する。TACからの攻撃を受けて一旦地底に潜ってゆくが、その後に御殿場市にあるニューライト自動車のサーキットと社屋ビルを破壊する。Aとの戦いでは、前述の槍型光線でAをピンチに陥らせるが鶏冠を取られてからは形勢逆転し、ダイヤ光線で頭を攻撃されて何度も投げられ、スター光線を受けて怯んだところをメタリウム光線で倒された。
- デザインは井口昭彦が担当した[74]。デザイン画では「マッハラス」という仮名称であった[74]。書籍によってはカエルがモチーフと推測されている[74]。着ぐるみでは、ややスマートなシルエットとなっている[74]。
- 黄色槍型光線は、『ウルトラ怪獣攻げき技大図鑑』で「トラッタレーザー」と名づけられた[要出典]。
- 帯番組『ウルトラ怪獣大百科』ではヤプールの生き残りが破壊活動のためにこのような奇妙な特徴を持たせたのではないかと推測されている。

## 伝説怪人 ナマハゲ
第38話「復活！ ウルトラの父」に登場。
異国の行事でもあるクリスマスと異国の神でもあるサンタクロースに浮かれ、八百万の神々を敬うのを忘れた日本人に怒り、超獣スノーギランを使って街を破壊する。鬼の面に蓑をつけ、包丁を持つという名前どおりなまはげそのものの姿をしている。最後はウルトラの父のファザーショットで倒された。
- 声：沢りつお（ノンクレジット）[65]

## 雪超獣 スノーギラン
第38話「復活！ ウルトラの父」に登場。
ナマハゲに操られる超獣。クリスマスイブの夜に孤児院の雪だるまの中から現れ、口から噴射する吹雪で町を凍らせ、頭部から強烈なフラッシュ光線（虹色の光線）を発して人々を失明させる。一度はメタリウム光線に耐えてAをダウンさせるが、ウルトラの父の力で復活したAのメタリウム光線で倒され、閃光で失明した人々は、ウルトラの父が呼んだ夕子が放った虹状の光線で回復された。
- シナリオや劇中では「スノギラン」と呼ばれていたが、オープニングのクレジットや書籍では「スノーギラン」で統一されている[171]。
- デザインのモチーフは、ゴカイなどの環形生物をヒントとしている[171]。書籍によっては、雪を被ったモミの木がデザインモチーフと推測されている[74]。等身大の状態は、子供が入って演じる前提として作られていた[74]。

## 火炎人 ファイヤー星人
第39話「セブンの命！ エースの命！」に登場。
地球侵略のためにファイヤーモンスを操り、TACのシルバーシャークを破壊しようとする悪質な宇宙人。死んだと思われていた梅津姉弟の叔父の梅津三郎に化ける。Aとファイヤーモンスを戦わせ、ファイヤーモンスがAに苦戦したために炎の剣をファイヤーモンスに渡してAを一度倒す。だが、Aはウルトラセブンの激励で復活し、その後は梅津姉弟を人質に取りつつ、再度ファイヤーモンスとAを戦わせるが、ファイヤーモンスをTACのシルバーシャークで倒され、ついに自ら巨大化してファイヤーモンスが残した炎の剣を武器にAに挑む。猛攻撃でAを苦戦させるも、腕に鉄塔の破片を突き刺された拍子に炎の剣を手放し剣を奪ったAに頭部を突き刺されたうえ、メタリウム光線で倒された。
- 演（人間体）：片岡五郎
- オープニングテロップでは「宇宙人」となっている。
- デザインは鈴木儀雄が担当した[出典 189]。デザイン画では両手とも万力状になっていたが、剣を持たせるため右手をファイヤーモンスと同型にするよう修正指示が書き込まれている[98][74]。

## 火炎超獣 ファイヤーモンス
第39話「セブンの命！ エースの命！」に登場。
ファイヤー星人の操る超獣。長い角の先端から1万度の高熱火炎を発し、ロケット弾（ミサイル）を発射する。胸の瘤（）はダイナマイト2000発分の爆発を起こす威力があるが、劇中では使われることはない。序盤は劣勢になるもののファイヤー星人から渡された炎の剣でウルトラマンAが放ったメタリウム光線を弾き、胸を貫いて一度は倒すことに成功する。後にウルトラセブンの激励で復活したAとの再戦時も炎の剣でAを窮地に追い込むが、TACのシルバーシャークで倒された。
- デザインは鈴木儀雄が担当した[98][74]。明確なモチーフはなく、鈴木は時間がないために感覚で書いたと述べている[98]。造形では、腕や腰から垂れたビラビラ、デザイン画では単色で処理された肩口、背中や尻尾のトゲは、炎のような色合いで塗り分けられている[74]。
- 内山まもるの漫画版では、テレビ版第42話を元としたエピソードでアイスロンに代わって登場する。詳細はウー (ウルトラ怪獣)#『ウルトラマンA』に登場するウーを参照。

## 宇宙超人 スチール星人
第40話「パンダを返して！」に登場。
地球人が夢中になっているパンダを盗みに来たという宇宙人。異常に発達した人差し指が特徴。武器は頭に付いた3つの突起から出す破壊光線と頭部から出す火炎。
高い跳躍力を持ち、時速60キロメートル以上の速度で地上を走る黒マントの男に化け、パンダに関連するグッズを次々と盗んでいく。中国の動物園から誘拐した本物のパンダをも母星に持ち帰ろうとするが、北斗に正体を見破られて巨大化し、破壊光線や火炎で街を破壊する。そこに現れたウルトラマンAのハンドビームで怯み、最後はメタリウム光線で倒された。
- 演（人間体）：大村千吉
- 声：杉田俊也（ノンクレジット）[65]
- デザインは鈴木儀雄が担当した[163][74]。手癖が悪いということから人差し指のみ肥大化している[74]。
- 着ぐるみは第1話・第2話で使われたツーピース（セパレートタイプ）式のAのスーツの改造[172]。
- 名前の由来は英語で「鋼鉄」を指す「steel」と「盗み」を指す「steal」を掛けたもの[171][74]。
- 雑誌連載『ウルトラマンメビウス外伝 アーマードダークネス』では、エンペラ星人の鎧「アーマードダークネス」を狙う宇宙人軍団の1人として登場。ウルトラ兄弟に襲いかかる。
- 『ウルトラヒーローズEXPO2022 サマーフェスティバル ボイスドラマ』第3話に登場。声は直塚和紀。パンダを狙い地球に向かっていたがウルトラマンAと戦闘になり、ウルトラマンゼットと共に合流したベリアロクに倒される[173]。

## 邪神超獣 カイマンダ
第41話「怪談！ 獅子太鼓」に登場。書籍によっては名称をカイマンダーと記載している。
ダンの友人である新太少年の父親が、拾ってきた強大な邪悪の念が詰まった邪神カイマの像が自ら巨大化した超獣。新太の父親を催眠術で操り、ふざけて獅子舞をかぶって遊んだ新太をシシゴランに変身させる。全身金色の身体で胴体上部に口があり、背中に火炎が燃え盛る光背を背負っている。口から高熱火炎を放射してシシゴランと共にAと戦うがAに消火フォッグで全ての背中の光背の火を消され、光背をもぎ取られた後に弱体化し、Aのグリップビームで倒された。
- デザインは井口昭彦が担当した[74]。全身に四天王や不動明王の仏像などに見られる火焔光のようなディテールが散りばめられている[74]。着ぐるみでは、尻尾は1本に変更されている[74]。

## 獅子超獣 シシゴラン
第41話「怪談！ 獅子太鼓」に登場。
ダンの友人である新太少年がカイマンダによって超獣化した姿。新太が倉庫で見つけた父親の獅子舞をふざけて被って遊んでいたことでカイマの怒りを買ってその呪いにより新太が獅子舞と同化し始め、倉庫に戻った時には完全に獅子舞と同化して身体が変異し始めてしまい、新太はその苦痛に呻き声を上げながら苦しみ始めてしまう。その直後、やって来た父親に催眠術をかけて太鼓を叩かせると新太の意識も変異してしまい、獅子舞の目が光ると同時に超獣に完全変身して誕生した。猪突猛進の性格でひたすら破壊活動を行う。武器は口から吐く火炎や目から放つ怪光線、50万馬力の怪力、頭突きなどで、足は1分間に大型トラック30台をプレスするパワーを持ち、羽織っているマントはアンチミサイルボードであらゆる攻撃を跳ね返す。歯は大型トラック1台分を軽く噛み砕く硬さをもち、足裏はx字型の肉球があり、プレス時の自分に対する衝撃を和らげると同時にキックの効果を倍増させるスプリングの役割を持つ。その正体は新太の身体と細胞が超獣に変異されたもので、最初TACとAは攻撃をためらう。太鼓の音に操られてカイマンダとともにAと戦うが、カイマンダがAに倒されると太鼓はTACによって破壊され、自身も頭部にメタリウム光線を浴びて閃光と共に新太の姿に戻った。
- 映画『大怪獣バトル ウルトラ銀河伝説 THE MOVIE』では、ベリュドラの胴体を構成する怪獣の1体となっている[61]。

## 氷超獣 アイスロン
第42話「神秘！ 怪獣ウーの復活」に登場。
新潟県の飯田峠で神として恐れられていた超獣。峠に近寄る人間を食べる。武器は口から放射する超低温の冷凍ガス。また、頭部の角で気象を自由に操る能力を持つ。峠を通りかかった良平を雪崩に巻き込み、良平を探すために谷間に入ってきた良平の父と娘の小雪を襲う。小雪を守るために現れたウーと激突して返り討ちにする。最後はメタリウム光線を受けて倒され、亡骸はAのブルーレーザーで埋められた。
- デザインは鈴木儀雄が担当した[98][74]。鈴木は、人気はないが自身では楽しんで描いたので気に入っていると述べている[98]。書籍によっては、霜柱や氷柱がデザインモチーフと推測されており、シルエットも雪の結晶をイメージしたものであるとされている[74]。造形では、真っ赤な目以外は雪を想起させる白一色のカラーリングに改められている[74]。
- 映画『大怪獣バトル ウルトラ銀河伝説 THE MOVIE』では、百体怪獣ベリュドラの左腕を構成する怪獣の1体となっている[61]。

## 伝説怪獣 ウー（二代目）
第42話「冬の怪奇シリーズ 神秘！ 怪獣ウーの復活」に登場。『ウルトラマン』の登場個体とは無関係であるが、そちらと区別するために「2代目」と呼称されている。
初代と違って魂がウー化する過程が描かれているうえ、男性の化身ゆえに初代より筋肉質な姿をしており、不死身の身体を持つ。
娘・小雪をアイスロンから逃がそうとして殺害された男性・良平の魂が、小雪を守るためにウーと化してアイスロンと戦うが、大したダメージを与えられないまま一方的に投げ飛ばされたうえに崖下へ蹴り落とされ、雪崩に埋もれて行動不能となる。ウルトラマンAによってアイスロンが倒された後は小雪の無事を見届け、雪山の奥へ消える。
- 『ウルトラマン大辞典』では、白毛の剣・冷気光線・念力を能力として記述している[132]。
- 内山まもるの漫画版では、「白い伝説」（てんとう虫コミックス『ザ・ウルトラマン』第2巻に収録[182]）に登場。アイスロンではなくファイヤーモンスが現れて良平を殺害し、雪の中から小雪を思う良平の魂がウーとなる。ファイヤーモンスやその加勢に現れたスノーゴンと戦ったウーは、Aによってファイヤーモンスやスノーゴンが倒された後、小雪の無事を見届けると涙を流しながら雪山へ消える。それ以降、毎年の冬に雪山を訪れて童謡を歌う小雪の前に、幻影となって現れる。

## 吹雪超獣 フブギララ
第43話「怪談 雪男の叫び！」に登場。
雪や氷のある寒冷地の星にしか生息できない獅子座第3星の宇宙生物が、野尻湖のスキー場に住む「仙人」と呼ばれる男に憑依して誕生した超獣。かなり凶暴でありAとの戦いでは飛び蹴りなどを使って攻撃した。目から赤色の光線、胸からショック閃光（ショック光線）を出し、口から吐く冷気で塩沢スキー場一帯を自分の星の環境に近付けようとする。パンチレーザーを受けても効果がなく、逆に冷凍ガスを浴びせてAを窮地に陥れる。しかしとどめを刺すには至らず、息を吹き返したAのバーチカルギロチンで真っ二つに裂け、その直後、男は元の姿に戻る。
- デザインは鈴木儀雄が担当した[出典 214]。モチーフはイエティ[97][74]。カウラと同様に生物モチーフに装甲を纏わせるというコンセプトで描かれており、鈴木は白い毛だけでは子供が見たときに寂しく怪獣にならないとしている[98]。

## 鬼超獣 オニデビル
第44話「節分怪談！ 光る豆」に登場。
節分の豆に打たれる鬼たちの怨念によって生まれた超獣。雷とともに突如現れ、A抹殺のために北斗に自分の超能力を注いだ、食べた者の筋力を奪う赤い豆を節分の豆に交ぜて食べさせて戦闘力を低下させる。黒雲と共に現れ、雷と共に姿を消す。頭部の角から光線を放射し、筋力を失ったAに一度は勝つが、ウルトラセブンに豆を除去されて回復したAには終始劣勢でショック光波を発する角をキックで折られ、TACのゴールデンホークで大ダメージを負い、エースリフターを受けて絶命した。
- デザインは井口昭彦が担当した[11]。赤鬼がデザインモチーフ[74]。

## ガス超獣 ガスゲゴン
第45話「大ピンチ！ エースを救え！」に登場。
TACの人工衛星ジュピター2号に産みつけられたガス状の宇宙生命体の卵から孵化した超獣。卵の状態でガスタンク地帯へ落下する。ガスタンクのガスを吸収し成長した卵は見た目がガスタンク状に変異し、人間に気づかれにくい。武器は両手の鞭と、体内に充満したガスを点火させて口から吐き出す火炎と体内に充満したガス（成分はガスタンクそのままに都市ガス）。一度はTACの冷凍ガスで氷漬けにされるが、体内のガスを使った発熱ですぐに蘇生する。大量のガスを吸収していることから、地球上で倒すと大爆発を起こすために手が出せないAを危機に陥れるが、TACの陽動に乗った隙を突いて背後へ回ったAに宇宙へ運ばれ、タックファルコンのレーザー光線を受け大爆発した。
- デザインは井口昭彦が担当した[出典 221]。両頬のコブはガスタンクをイメージしている[59][74]。
- 『ウルトラ怪獣攻げき技大図鑑』 (ISBN 4-09-110774-5) で、ガスは「マルチガス」と命名された[要ページ番号]。
- 映画『大怪獣バトル ウルトラ銀河伝説 THE MOVIE』では、ベリュドラの胴体を構成する怪獣の1体となっている[61]。

## タイム超獣 ダイダラホーシ
第46話「タイムマシンを乗り越えろ！」に登場。
奈良時代と、現代の世界の時空間を自由自在にワープしてタイムスリップする能力を持つ超獣。現代でTACに攻撃を受けると奈良時代に逃げる。その時間移動に巻き込まれてタックスペース2機が奈良時代に飛ばされる。口から高熱火炎を吐く。Aが抜いた大木を渡されてチャンバラ対決し、死んだ振りをしてAを油断させたりするが、エネルギー光線で倒された。
- 名前の由来はダイダラボッチにちなむ[184][74]。
- デザインは鈴木儀雄が担当した[74]。デザイン段階では「ダイダラ○ン」という名称であった[74]。
- 漫画『酩酊!怪獣酒場』では、怪獣酒場の客として登場する。大学卒業直前の飲み会に参加し思い出話に花を咲かせるが、タイムジャンプの能力を繰り返していたことを告白したことで場の空気を重くする。

## 液汁超獣 ハンザギラン
第47話「山椒魚の呪い！」に登場。
鍾乳洞内に住む少女サユリとその祖父の老人が飼育していた言語を理解するオオサンショウウオの庄兵衛（）（ショウベイ）が、太陽光線を吸収して突然変異を起こした超獣。口からは溶解液を放射し、胴体からは催涙白煙を放出するほか、地崩れを起こす能力を持つ。村人の撒き散らした農薬で自然が汚れてオオサンショウウオが全滅したことに怒った老人・坂上に笛で操られ、家屋を破壊したり家畜を食い荒らすなど暴れ回る。しかし笛が壊れて制御不能になると、坂上を殺してサユリをも殺そうとした。オオサンショウウオの異称である「ハンザキ」の由来とされる強靭な生命力を有しており、物理的な攻撃では倒すことはおろか弱らせることもほぼ不可能であるため、最後はエースバリアーで太陽光線を遮断されて元のオオサンショウウオに戻され、鍾乳洞内へ封印された。
- デザインは鈴木儀雄が担当した[出典 228]。造形では額のツノはより大きくなっている[74]。
- 『ウルトラマンタロウ』に登場するタイラントの背中は、ハンザギランのものという設定である。タイラントの強さについては、『新ウルトラマン列伝』の第12話で「ハンザギランの強い生命力を受け継いだためかもしれない」と推測された。なお、デザイン画では尻尾もキングクラブではなくハンザギランのものになっている。
- 映画『ウルトラマンギンガ 劇場スペシャル』では、ハンザギランのスパークドールズが登場する。イカルス星人（SD）と合体し、タイラント（SDU）の一部となる。

## 水瓶超獣 アクエリウス
第49話「空飛ぶクラゲ」に登場。
地球を植民地にするために水瓶座第3星人が先兵として派遣した超獣。神の使いの少女に化けて地球に侵入し、宇宙船からの黒煙で村の上空を覆って神の存在を説いて村人を騙し、彼らを利用して地球を植民地化しようとするが、宇宙船が撃墜されたため正体を現した。武器は爪と左肩についた花から出す毒噴煙、そして人間体の際に指先から出す電撃光線。最後はウルトラ電撃キックで倒され、アクエリウスの亡骸はAに土葬された。この際、Aは正座して墓の前で合掌した。
- 演（人間体）：広瀬隆子
- 声（水瓶座第三惑星人）：市川治（ノンクレジット）[65]
- デザインは井口昭彦が担当した[97][74]。書籍『大人のウルトラマン大図鑑 第二期ウルトラマンシリーズ編』では、モチーフはガニュメーデースと推測している[97]。

## 宇宙電気クラゲ ユニバーラゲス
第49話「空飛ぶクラゲ」に登場。
アクエリウスの身辺を護衛する、手下の宇宙生物。神の使いとして村人たちに恐れられ暴れ回る。頭頂部に目があり、70メートルの電磁ムチ（触手）から飛行機のエネルギーを吸収することができるが、TACのビッグレーザー50を連続で受けて消滅した。
- デザインは井口昭彦が担当した[11][74]。

## 宇宙怪人 レボール星人
第50話「東京大混乱！ 狂った信号」に登場。
東京の地下の廃坑になった下水道に自分たちの前線基地を作り上げ、そこでシグナリオンを操って信号機を操作し、地上を大混乱させて住民に東京からの退去を要求する。とても身軽で、下水道工事の作業員に化けて活動し、人間体ではレーザーガンを使う。劇中では信号と同じ赤・黄・緑の3体のレボール星人が登場する。最後は基地に潜入したTACの北斗と山中に射殺され、肉体は消滅した。
- 声・人間体：菊池英一、遠矢孝信（共にノンクレジット）[65]
- デザインは鈴木儀雄が担当した[74]。デザイン画では武器を手にしているが、劇中では徒手空拳で戦っている[74]。造形ではカラーリングや頭部の大きさも異なる[74]。
- 着ぐるみのベースのタイツはヤプール人の流用[9][74]。ヤプール人に付いていた胸の黄色い二重丸は改造時に消えない旨がデザイン画に書き込まれている[74]。

## 信号超獣 シグナリオン
第50話「東京大混乱！ 狂った信号」に登場。
東京都内の信号機内に侵入していた超獣。レボール星人の守護神ともいうべき存在で、両腕からは太い爪状の物が一本生え、体の至るところには信号と同じ3色の球体のような物体がついている。
信号と同じ色を持つ頭部の球体を使って交通網を混乱させると同時に球体から放つ怪光線で運転手を殺害する。レボール星人が倒されると信号機から離脱し、巨大化する。武器は頭部の3つの球体から出す怪光で、赤は物体を破壊する光線、黄は人間を発狂させる光線（発狂光線）、青は人間の血液を蒸発させて力を奪う光線になっている。また3色同時に発射すると強力な破壊光線になる。最後はメタリウム光線を受け、消滅した。
- 着ぐるみはダイダラホーシの改造[9]。

### その他の作品に登場するシグナリオン
- 映画『新世紀ウルトラマン伝説』にも登場。映像は本作品からの流用。
- 映画『大怪獣バトル ウルトラ銀河伝説 THE MOVIE』では、ベリュドラの首を構成する怪獣の1体となっている[61]。

## バイオリン超獣 ギーゴン
第51話「命を吸う音」に登場。
バイオリン似の身体を持つ超獣。武器は頭部左右の突起から放つ緑色の金縛り光線と全身を震わせて共鳴させて出す不快音。
天才的なバイオリニストであった亡夫と同様のバイオリニストに息子を育てたいと強く望む母の教育に嫌気がさした春夫少年のバイオリンに、宇宙から稲妻上の光と共に憑依すると、彼をはじめ自分を奏でた人間たちに美しい音色を聞かせては魂を吸収し、無気力化させる。その際に発する異常な反応を辿ってきた北斗に正体を看破された後には、バイオリンからチェロ、さらにはコントラバスの姿へ変化しながら巨大化して空中飛行し、TACに撃墜されて超獣化する。春夫の母を踏み潰そうとして北斗に救出された後は彼の変身したウルトラマンAと交戦し、4本の弦を切断されてからメタリウム光線で撃破された。

## 最強超獣 ジャンボキング
第52話「明日のエースは君だ！」に登場。
ヤプールの残党が、A打倒のためマザリュース・ユニタング・カウラ・マザロン人の亡霊の最も強い部分だけを結集して合体させた超獣の王。ブロッケンと同様、ケンタウロスのような人馬形態をしており頭部はカウラ、身体の前半分はユニタング、身体の後方半分はマザリュースで構成され、尾の付け根にはマザロン人の眼が備わっている。
竜隊長によれば、「地上でばらばらになった超獣の分子は大気を浮遊しており、それをヤプールが1か所に集めた」らしい。サイモン星人に扮したヤプールに操られ、目から破壊光線、後半身からも光線を発射し、口からミサイルと高熱火炎を吐き、全身からバリヤーを出す。TACの細胞分解ミサイルも通用しない強敵であったが、最後はAのメタリウム光線を受けて足止めされたところを立て続けにギロチンショットで首を切断され、倒された。
- デザインは鈴木儀雄が担当した[188]。
- 着ぐるみはブロッケンと同様、スーツアクターが前後に2人入るタイプである。
- 全身からのバリヤーは、『ウルトラ怪獣攻げき技大図鑑』で「サークルイエロー光線」と名づけられた[要出典]。
- 脚本段階ではスペースQとウルトラギロチンの連続技で倒される予定だった[189]。

### その他の作品に登場するジャンボキング
- 漫画『ウルトラマン超闘士激伝』では、超獣たちの怨念が集まって誕生し、スフィンクスからエネルギーを送られながら戦う。
- 『ウルトラゾーン』第11話アイキャッチでは、ナツノメリュウとともに競馬のレースに出走している様子が描かれている[190][191]。

## スタッフ
- 怪獣（超獣）デザイン：鈴木儀雄、高橋昭彦、木目憲悟[192] ほか
- 着ぐるみ制作：開米プロ、ツエニー ほか
- スーツアクター：河合徹（1 - 12、25 - 39、41 - 47話）[注釈 89]、図師勲（13 - 24話）、久須美護（40、41話）、高泰司（42話）、矢島登喜男（48 - 52話）[65][注釈 90]